# 古代ギリシアの彫刻

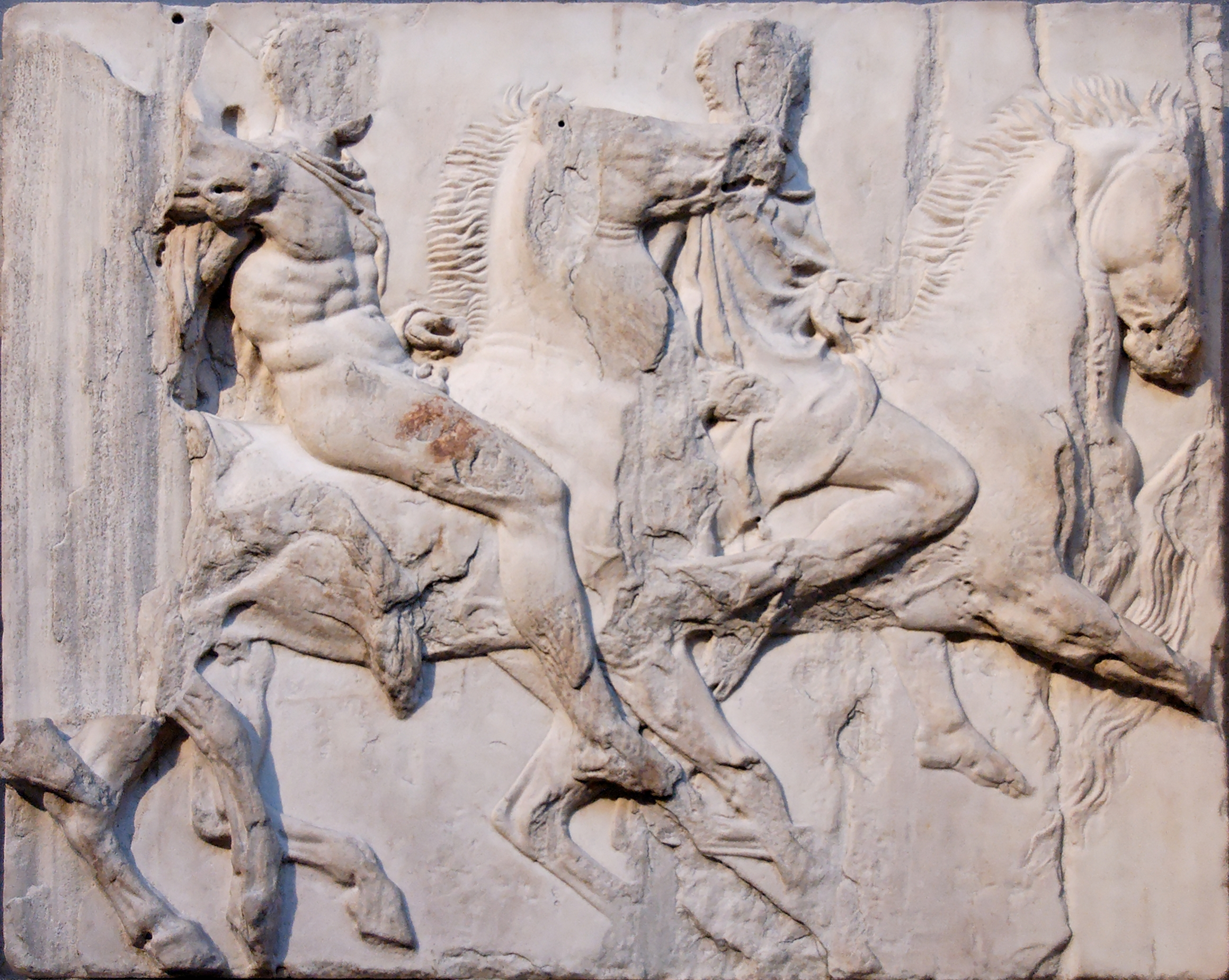
パルテノン神殿のフリーズ彫刻、紀元前440年頃。

古代ギリシアの彫刻（こだいギリシアのちょうこく、英:Ancient Greek sculpture）では、古代ギリシア時代に制作された彫刻について説明する。
現在の学芸員は、文献の乏しい暗黒時代からヘレニズム時代まで、古代ギリシア彫刻を幾つかの区分に分けて識別している。全ての時代において、大量のテラコッタ製の人物像と金属や他の素材で作られた少数の彫刻が存在した。
ギリシア人は、芸術の追究にとって人間の姿形が最も重要な主題であるとごく早期に決定した。彼らの神々が人間の姿形になっていることを見ても、芸術において聖なるものと世俗的なものの区別はほとんどなく、人間の肉体は世俗的かつ神聖なものだった。アポローンやヘラクレスの男性裸体像は、その年の古代オリンピックのボクシング優勝者をモデルとしたもので、表現方法にわずかな違いが見られる程度である。彫像は元々は単体だったが、ヘレニズム時代では集団のものが支配的な形となった。レリーフ彫刻は、しばしば自立彫刻よりも高級であるとみなされ重要視された。 

## 素材

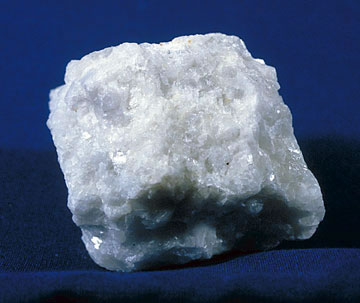
天然の大理石

古典期（およそ紀元前5世紀と4世紀）まで、記念碑的な彫刻のほぼ全てが大理石または青銅（ブロンズ）でできていた。紀元前5世紀初頭までに主要作品にとってブロンズ鋳造品が好まれる素材になった。ローマ市場向けに作られた大理石の複製品だけが知られている彫刻の多くは、もともとブロンズ製だったとされる。様々な素材からなる少数作品は、それらの多くが貴重であり、非常に大量のテラコッタの人物像とともに作られた。シチリア島やイタリア南部を除き、古代ギリシアの領土には大理石の豊富な品揃えがあり、ペンテリコ山とパロス島の大理石が現在のマケドニア共和国プリレプからのものと共に最高評価とされた。青銅の鉱石も比較的入手しやすかった。大理石像は、ほとんどがパルテノン神殿と他の主要なギリシアの建物周辺で発見された。

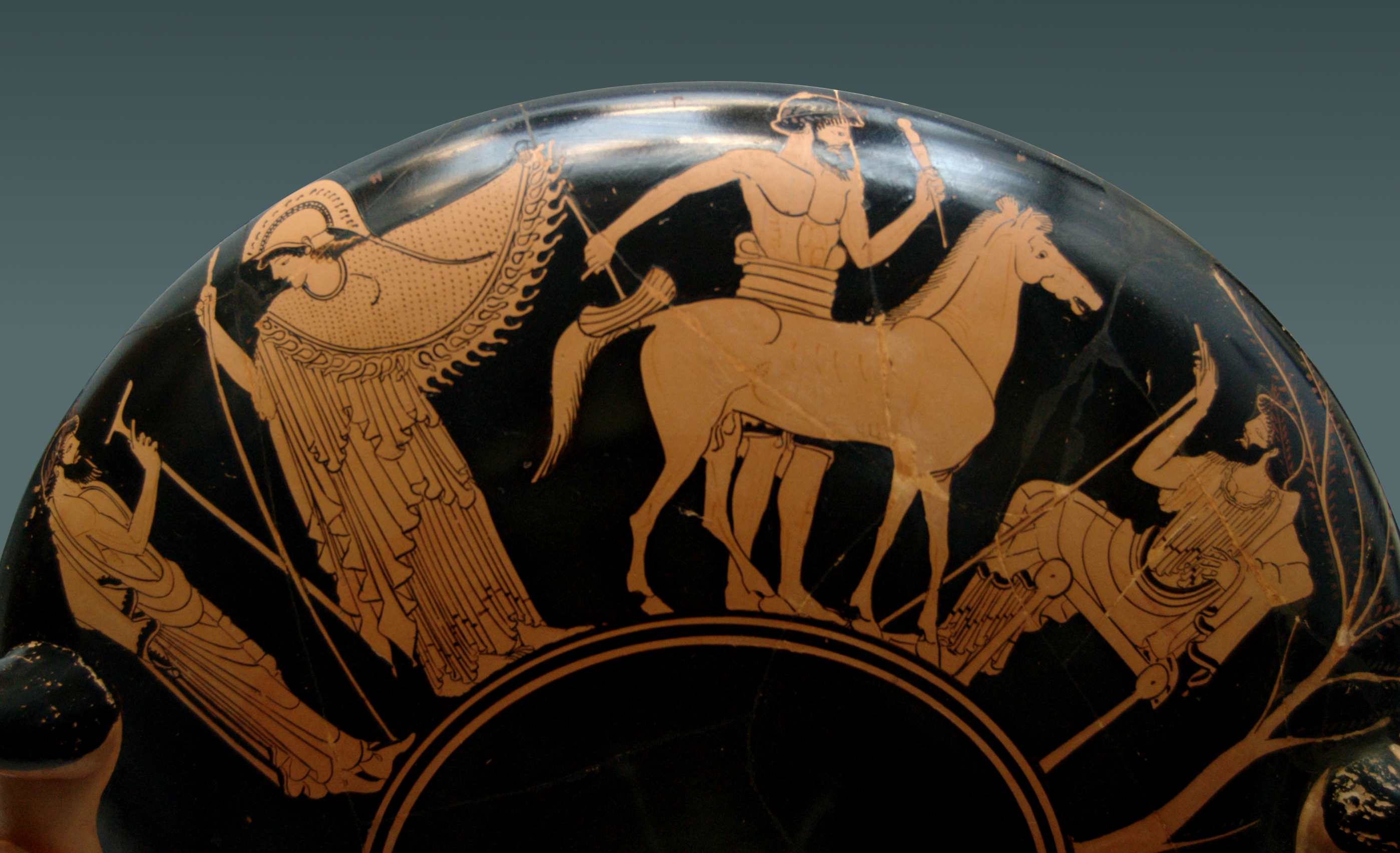
赤絵式のキュリクスに見られる、彫刻家の作業場を訪れるアテーナー（紀元前480年）。州立古代美術博物館

大理石と青銅はどちらも成形しやすく、耐久性がある。私たちはほとんど知らないがアクロリス以外にも、ほとんどの古代文化において木に彫刻をほどこす伝統があったことは疑いようもない。青銅には常に重要な解体再利用の価値があるため、オリジナルの青銅像はほとんど現存していない。とはいえ近年の海洋考古学やトロール網引き上げではアルテミシオンのブロンズ像やリアーチェのブロンズ像など幾つかの素晴らしい発見があり、これらが現在の考古学的理解を大きく広げている。ローマ時代（紀元前30年-紀元後450年）の多くのコピーは、元々はブロンズ製だった作品の大理石版であると考えられる。アルカイック期には普通の石灰岩が使われた。しかしその後石灰岩は建築彫刻や装飾のためだけに使われた（現在のイタリア地域を除く）。たまに漆喰やスタッコが髪の毛の造形だけに使用されていた。
神殿の偶像や豪華な作品に使われるクリセラファンティーネ彫刻には金箔が使用され、像の素肌の部分（顔や手）は象牙で、恐らくは宝石や他の素材もあったとおもわれるが、さほど一般的ではなく断片だけが現存している。多くの彫像に取り付けるための穴があることから見て宝石が据えられ、武器または異なる材質の別の物体を握っていたと考えられる。

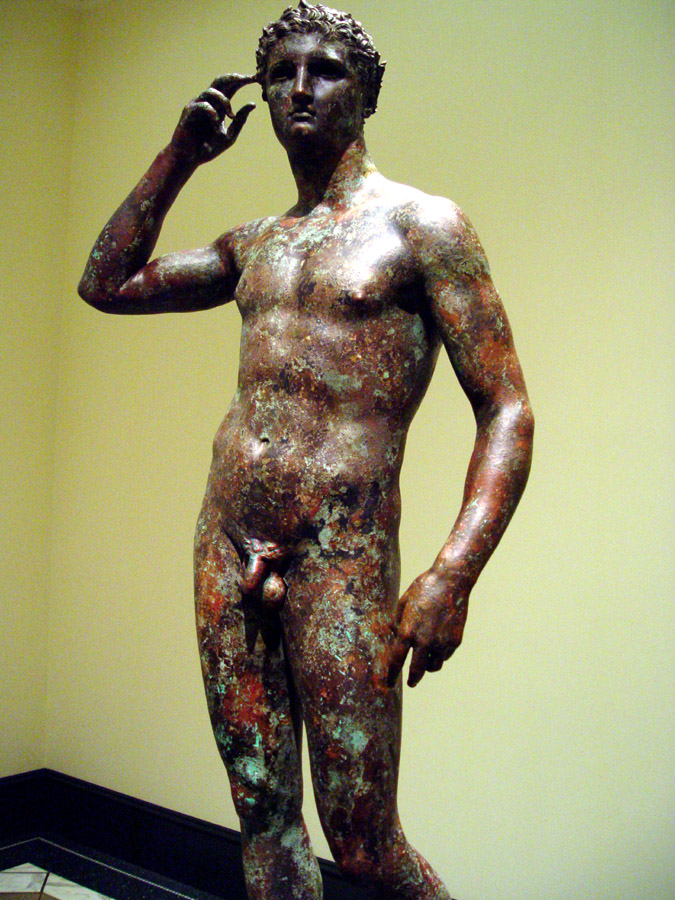
「勝利した若者の像（The Victorious Youth）」（紀元前310年頃）。野ざらしでの保存だったコントラポストポーズのブロンズ像。

## 着色

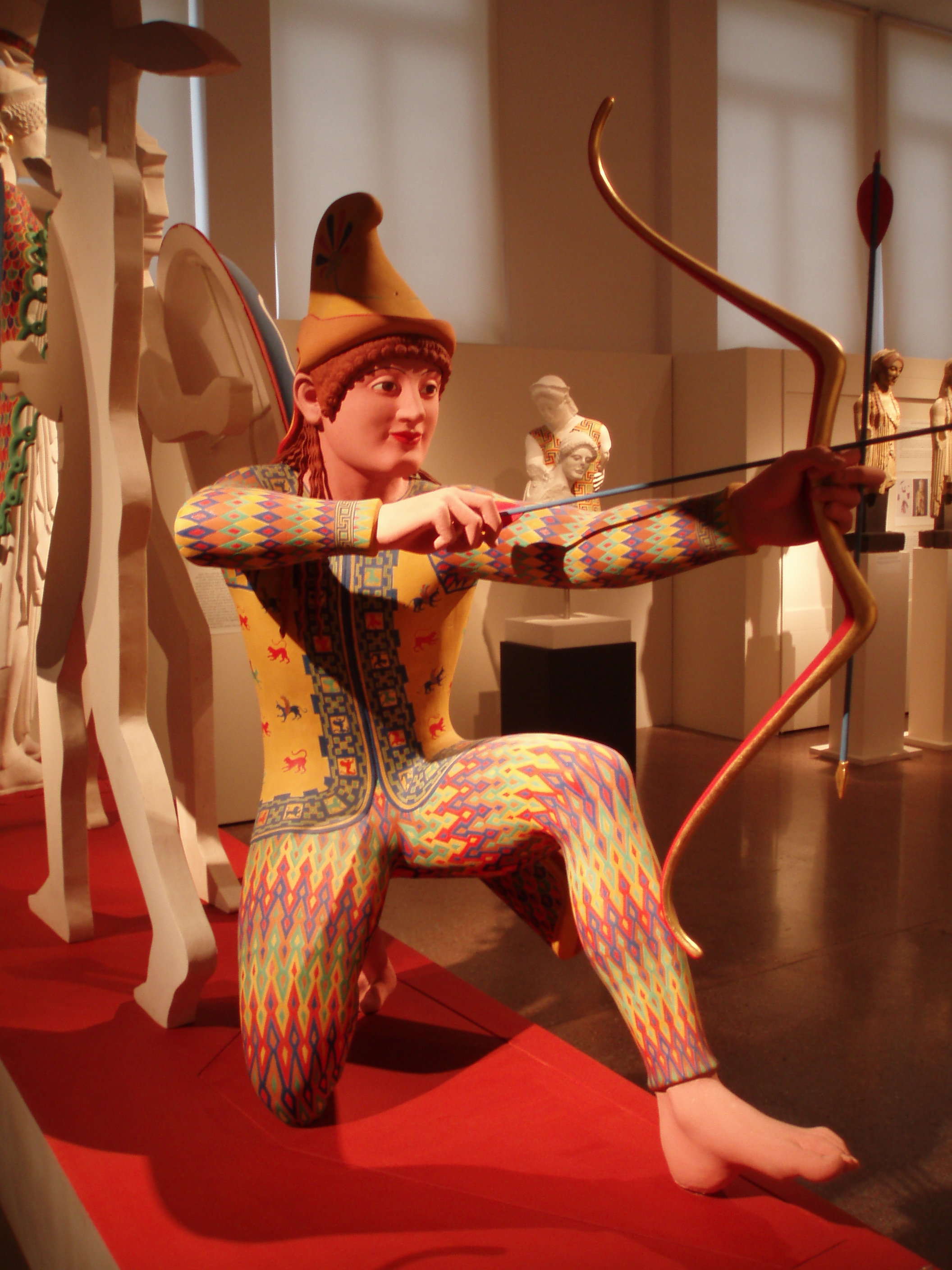
今日では白いギリシア彫刻も、元々は塗装されていた 。色を復元したトロイアの弓兵の像。

古代ギリシア彫刻は元々明るい色で塗られていたが、元の色素が劣化したため今日では白い状態で発見される 。着色された彫刻への言及は、エウリピデス著『ヘレネ』をはじめ古典文献全体を通して見つかっている。一部の良好な保存状態の彫像には、元々の彩色の痕跡が残っており、考古学者はそれらを元々あったように再現することが可能である。
19世紀初頭までの古代ギリシア遺跡の体系的な発掘は、表面の多彩な痕跡を残した彫刻を数多くもたらし、その一部は今でも見ることができる。それにもかかわらず、ヨハン・ヨアヒム・ヴィンケルマンをはじめ影響力を持つ美術史家たちがギリシア彫刻は着色されていたとの見解に強硬に反対し、塗装された彫像の支持者たちを変人だとして追放してしまった。そして彼らの（像が着色されていたとする）見解は、1世紀以上にわたってほぼ完全に却下されてしまった。大英博物館にあるエルギン・マーブルでは色の痕跡を研磨して真っ白にしてしまう行為まで行われ、1939年に彫刻のスキャンダルとしてBBCに報じられた。
ドイツの考古学者ヴィンツェンツ・ブリンクマンによって発表されたことで、20世紀後半から21世紀初頭になってようやく古代ギリシア彫刻の着色が確定された事実になった。高輝度照明、紫外線、特殊カメラ、石膏の鋳型、特定の粉末鉱石を使って、ブリンクマンは建物構造や彫像を含むパルテノン神殿全体が、かつて塗装されていたことを証明した。彼は元の塗料の色素を分析して、その組成も突き止めた。
ブリンクマンは着色したギリシア彫刻のレプリカを幾つか作って世界各地を巡った。また、その中にはギリシア・ローマ彫刻以外の作品のレプリカもあり、彼はギリシア・ローマ美術が例外なのではなく、彫刻に着色する作業が普遍的であることを示して見せた。この展覧会を主催した博物館には、ミュンヘンのグリプトテク美術館、ヴァチカン美術館、アテネ国立考古学博物館などがある。この着色像たちは、2007年秋にハーバード大学でも公開された。
ブリンクマンは「古代芸術の他の側面は、神殿の多彩な絵画や彫刻ほど理解されてはいない」と述べ、表向きはギリシア彫刻に触発されたとする未塗装の現代彫刻は「全く新しいもの」だと語った。

## ギリシア彫刻の発展

### 幾何学文様期
一般に、ギリシア彫刻の最初期の具現は木彫りの偶像だと考えられており、パウサニアスにより最初は「xoana」と記述された。そうした木像はほとんど現存しておらず、恐らく何百年間にわたって崇拝対象だったのだろうが、その記述も曖昧である。収集されることになったギリシア彫刻の最初の欠片は、恐らくレフカンディのケンタウロス（Lefkandi Centaur）で、これはエヴィア島で発見された紀元前約920年とされるテラコッタの彫像である。この彫像はパーツに分解され、2つの墓に切り分けて埋葬されていた。このケンタウルスは膝の上に意図的な印があり、この彫像は多分ヘラクレスの矢で負傷して膝立ちとなっているケイローンの姿を描いたものではないか、と研究者たちは主張した。もしそうなら、これはギリシア彫刻の歴史において知られている神話の最初期の描写であろう。
幾何学文様期（紀元前900年頃から同700年頃）の形態は主にテラコッタの人物像、ブロンズ像、象牙像だった。ブロンズは主に三本足の大釜（tripod cauldrons）と自立した人物像である。こうしたブロンズ像は恐らくシリアから導入されたロストワックス技術を用いて作られたもので、ヘレニズム文明期においてオリンピア、デロス島、デルポイの全ギリシア聖域に残されていたほぼ全ての奉納品である（とはいえ、アテネ、アルゴス、スパルタからの発見により地域スタイルが分かると、他の場所で製造されていたかもしれない）。
この時代の典型的な作品には、カルディツァの戦士（Karditsa warrior, 12831）や小型の騎馬像（例えば、Equestrian statue, 21.88.24）が多く含まれる。このブロンズ作品のレパートリーは立っている男性や馬に限られているわけではなく、当時の花瓶の絵には、牡鹿、鳥、カブトムシ、野ウサギ、グリフォン、ライオンのイメージも描かれている。紀元前7世紀初頭のテーバイにてマンティクロスのアポローン（Mantiklos "Apollo", 03.997）が出現するまで、初期から中間の幾何学文様期彫刻には碑文がない。その全身像は、疑似ダイダロス様式（pseudo-daedalic form）の立っている男性で、その下に碑文 "Μαντικλος μ' ανεθε̅κε ϝεκαβολο̅ι αργυροτοχσο̅ι τας {δ}δε-κατας· τυ δε Φοιβε διδοι χαριϝετταν αμοιϝ[αν]"のヘクサメトロスが書かれている。ラテン語文章は"Mantiklos manetheke wekaboloi argurotoxsoi tas dekatas; to de Foibe didoi xariwettan amoiw [an]"と読めて、抄訳すると「マンティクロスは銀の弓のアポローンに少しばかりの寄付として自らを捧げました。あなたは喜んでお返しを何か施してくれますか、ポイボス（アポローン）」となる。この碑文はアポローン彫像の宣誓であり、その後に恩返しの要請がある。自らの目的を記録するという斬新さとは別に、この彫刻は、より短い三角形の顔とわずかに前に出した左足に見られるように、東洋のブロンズ像の様式に適合している。これはたまに、紀元前7世紀の表現の自由がより広がる予兆だと見なされており、そのため、マンティクロスの人物像は原始ダイダロス様式（proto-Daedalic）として言及されることがある。

### アルカイック期

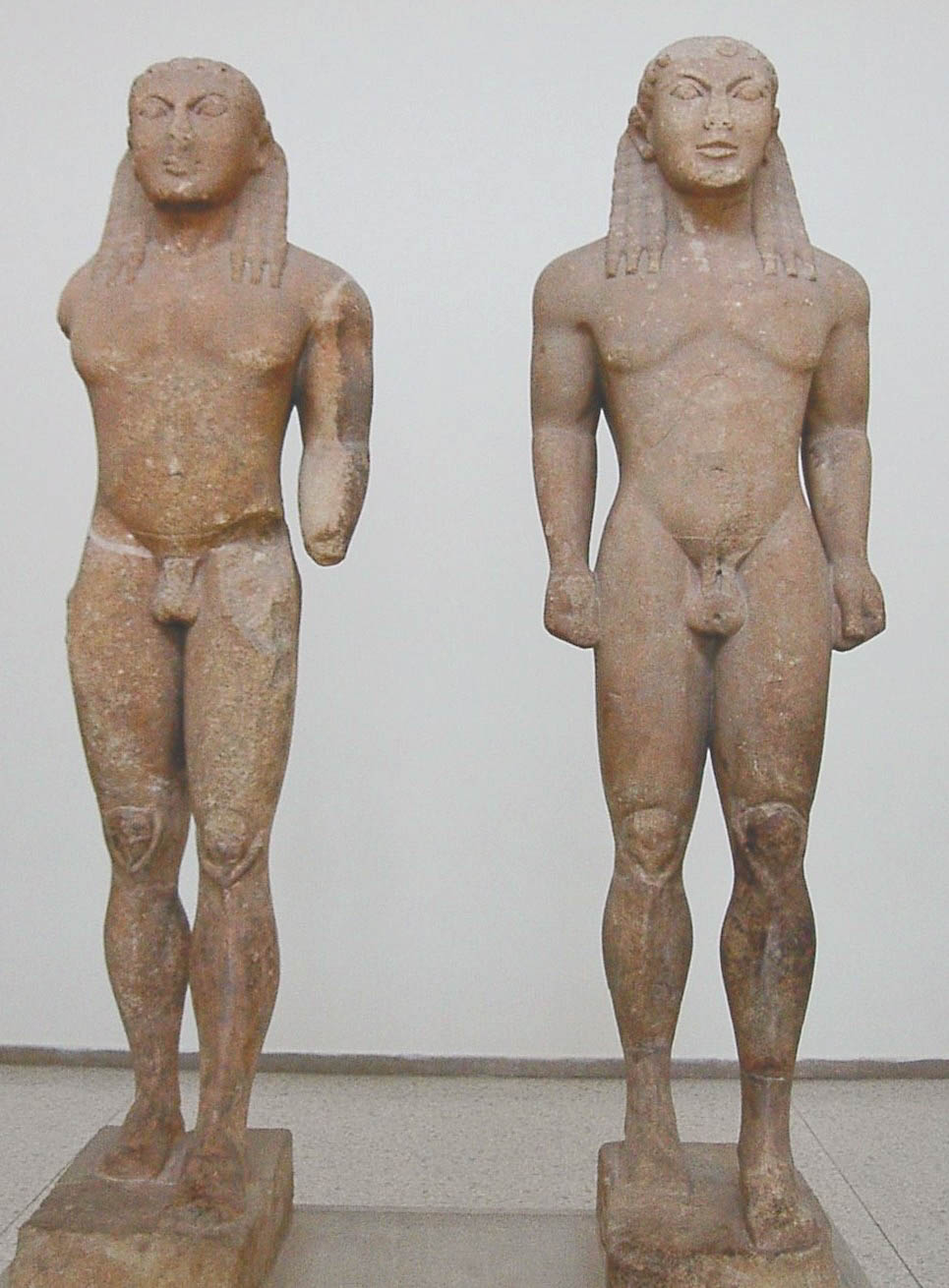
クレオビスとビトン、アルカイック期の青年裸身立像（クーロス像）、紀元前 580年頃。 デルポイ考古学博物館

エジプトとメソポタミアの石像彫刻に触発されて、ギリシア人は再び石に彫刻を始めた。自立する人物像は東洋モデルの特徴的な堅さと正面姿勢を共有しているが、例えばオーセールの婦人像やヘーラーの胴体像（アルカイック期初頭、紀元前660-580年頃、ルーヴル美術館）など、それらの形態はエジプト彫刻のものよりも力強さがある。紀元前約575年を過ぎて、男性と女性どちらの人物像も、いわゆるアルカイックスマイルを身に着け始めた。人物や状況の描写に特定の妥当性を持たないこの表現は、人物像に人間ならではの特徴をつけるための装置だった可能性がある。 
この時期は3種類の人物像が流行した。青年の裸身立像であるクーロス像（kouros, 複数形kouroi）布をまとった娘の立像であるコレー像（kore, 複数形korai）、そして着座した女性像である。どれもが、人物の本質的な特徴を強調して一般化し、人間解剖学の理解をさらに正確に反映している。若者の像は埋葬か奉納のための彫像だった。その例には、初期作品であるアポローン（Bronze Statuette of Apollo,07.286.91、メトロポリタン美術館）や、後期作品だと アナフィ島から出土のアポローン（Strangford Apollo,1864,0220.1、大英博物館）があり、他にもアナヴィソスのクーロス像（Anavyssos Kouros,3851、アテネ国立考古学博物館）がある。この彫像には、以前の作品よりも筋肉や骨格構造が多く見られる。布をまとった娘の立像は、アテネのアクロポリス博物館の彫刻のように、幅の広い表現をしている。彼女らの衣装のひだ（ドレープ）は繊細さを持って彫刻および着色がされており、この時期の彫刻の細部に共通する緻密さである。
アルカイック期で最重要な彫刻の形態は、青年の裸身立像（クーロス像）だった。コレー像や服を着た女性像も一般的であり、ギリシア芸術では紀元前4世紀まで女性の裸体像が展示されなかった（ポルノの意図がない限り）。この時期の服飾を表現する技法の発展は、明らかに重要なものである。
陶器と同じで、ギリシア人は単なる芸術的展示のために彫刻を制作したわけではない。彫像は、貴族の個人または国による依頼に基づいて、公的な記念碑、神殿や神託所や聖域の貢ぎ物（しばしば彫像の碑文にて見てとれる）、もしくは墓標などに使われた。 アルカイック期の彫像は、特定個人を表すことを必ずしも意図したものではなく、美しさ、敬意、名誉、犠牲といった理想の描写だった。たとえ高齢者の墓地に置かれたとしても、これらは（恐らく）常に思春期から青年期までの若い男性の描写だった。クーロス像どれも様式的に類似していた。像を依頼する人の社会的地位の目盛りは、芸術的革新性よりも大きさによって示された。

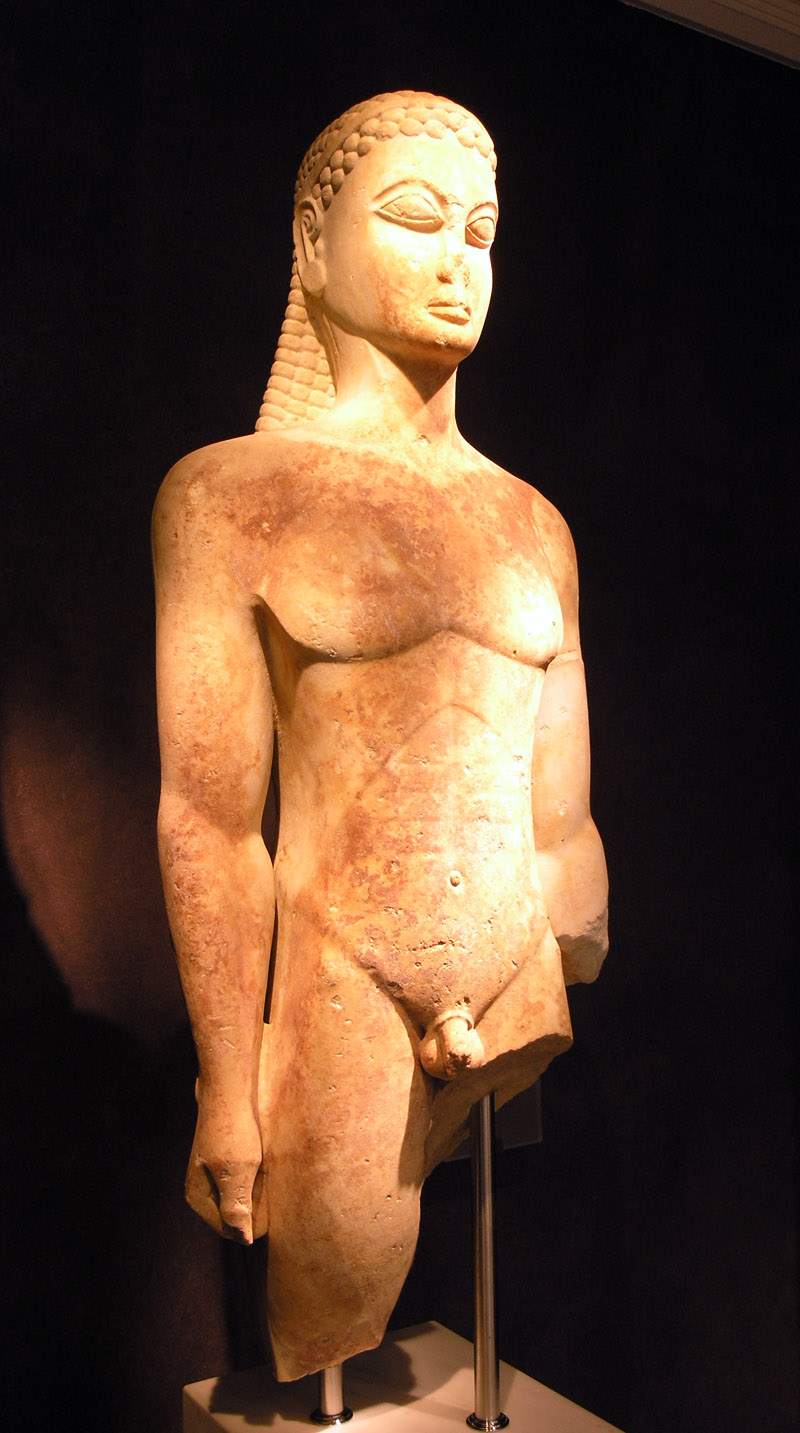
ディピュロン（英語版）（古代アテネ西側の二重門）のクーロス像、紀元前600年頃。アテネ、ケラメイコス博物館。
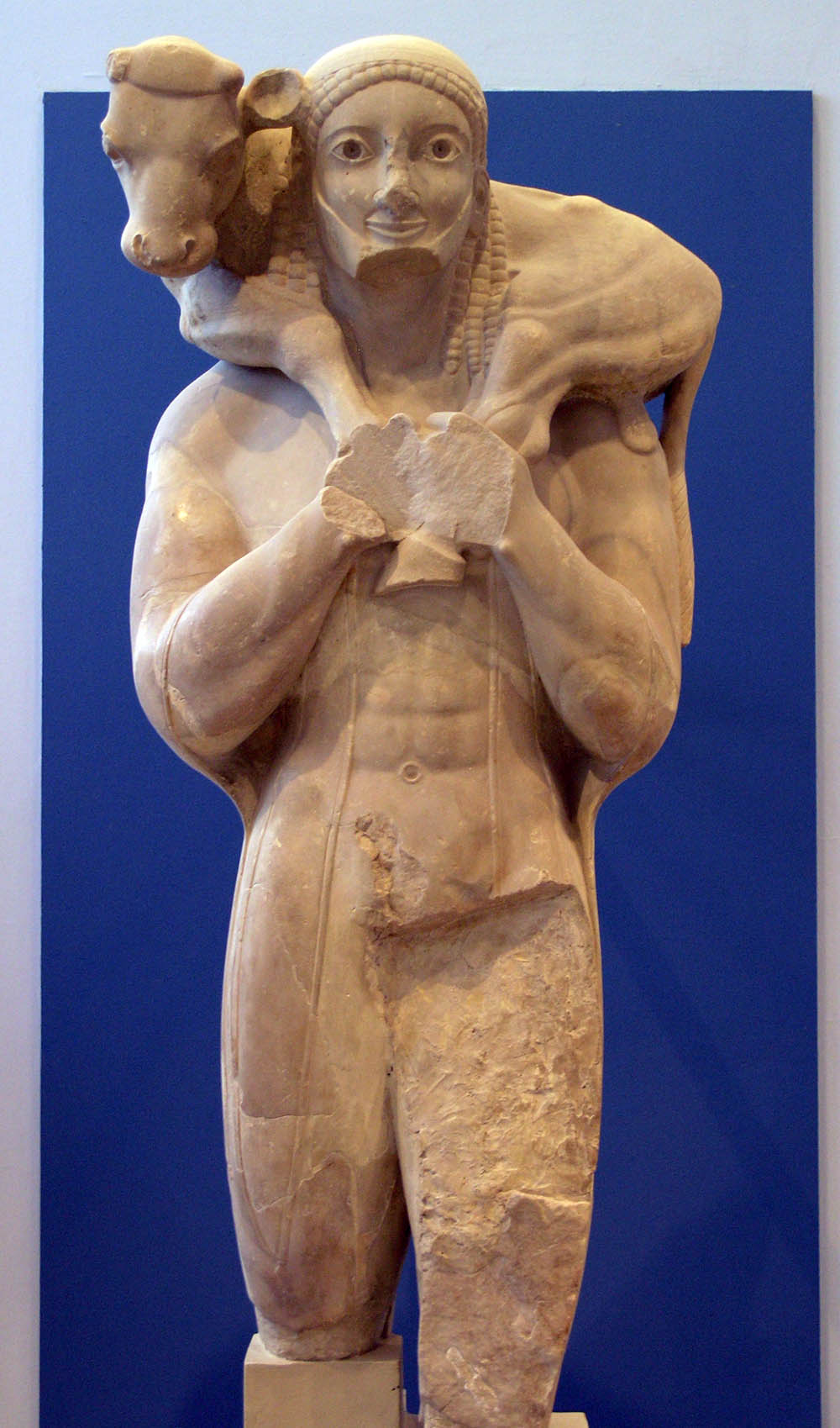
モスコフォロス（英語版）または仔牛を担ぐ男、紀元前570年頃、アテネ、アクロポリス博物館。
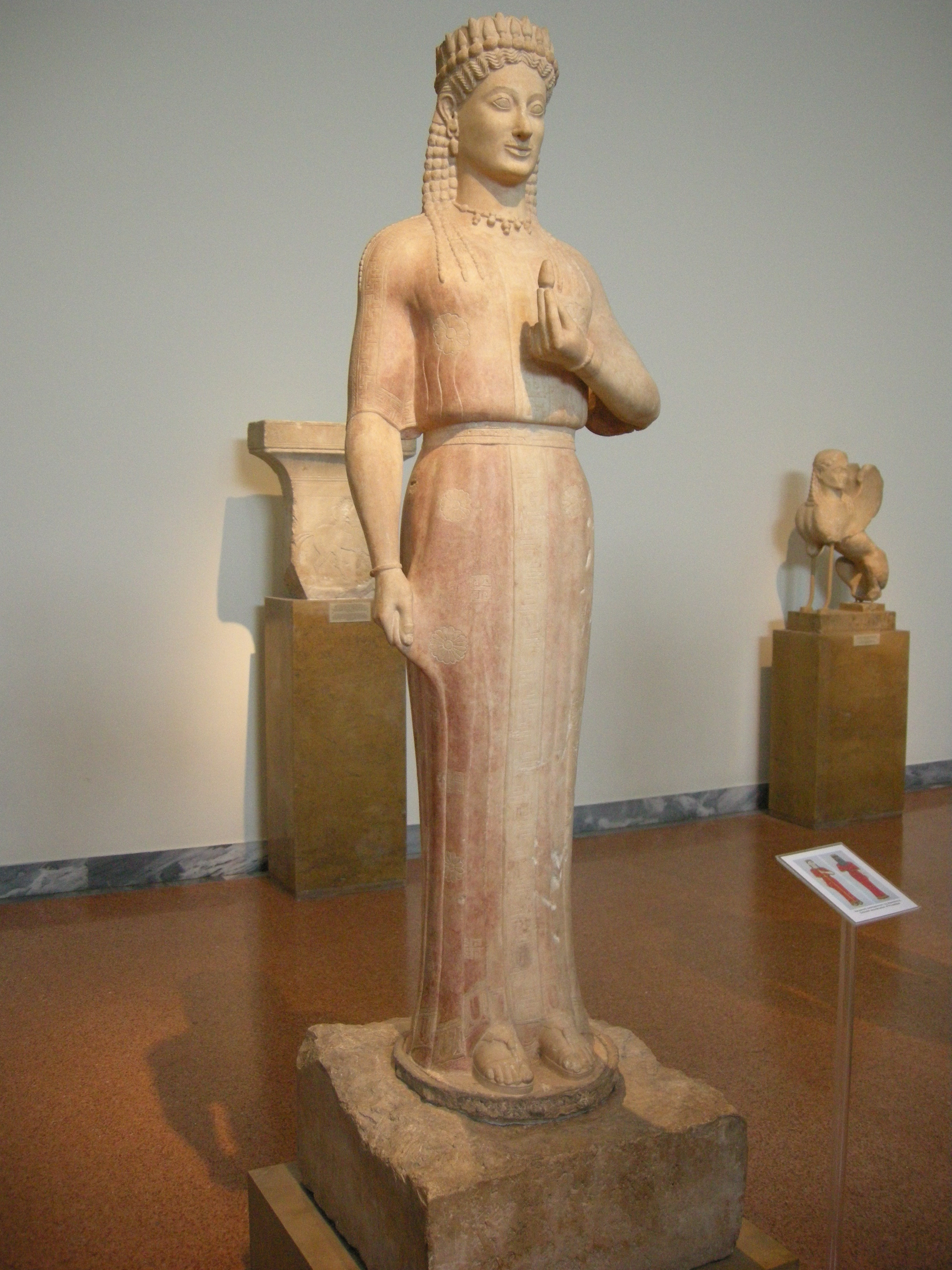
フラシクレイアのコレー像（英語版）、紀元前550年頃。アテネ国立考古学博物館
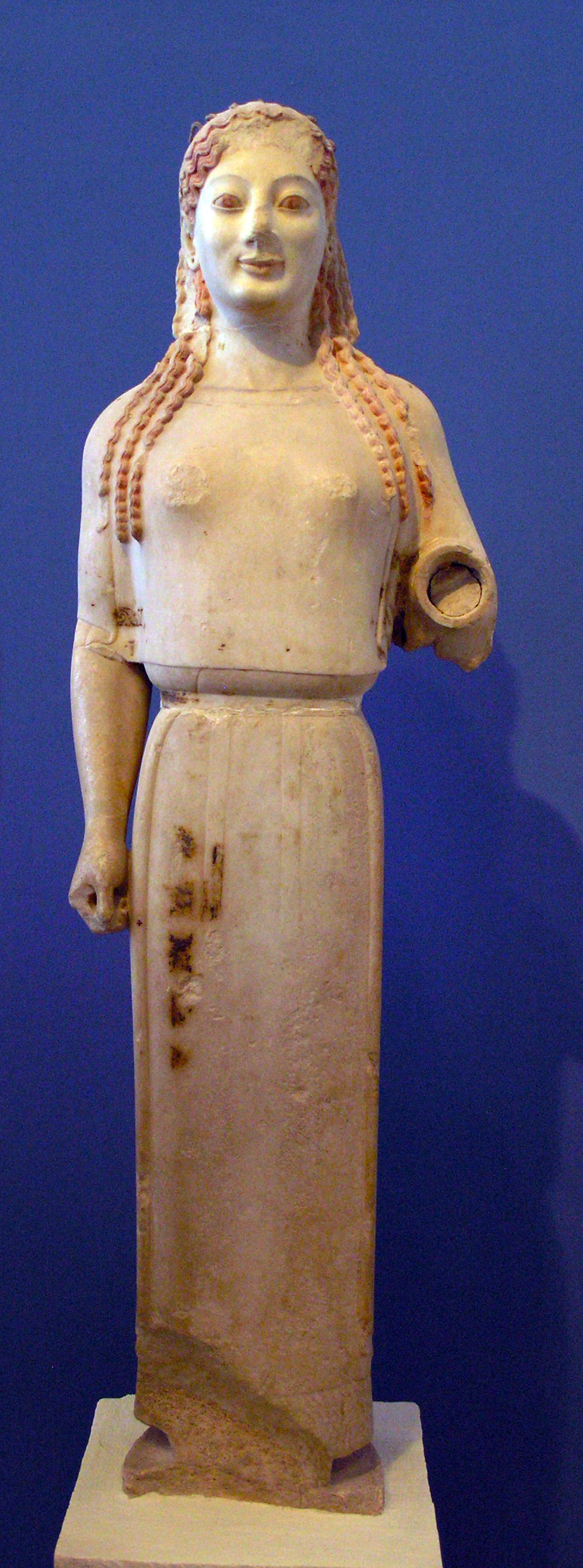
ペプロスのコレー像、紀元前530年頃。アテネ、アクロポリス博物館。
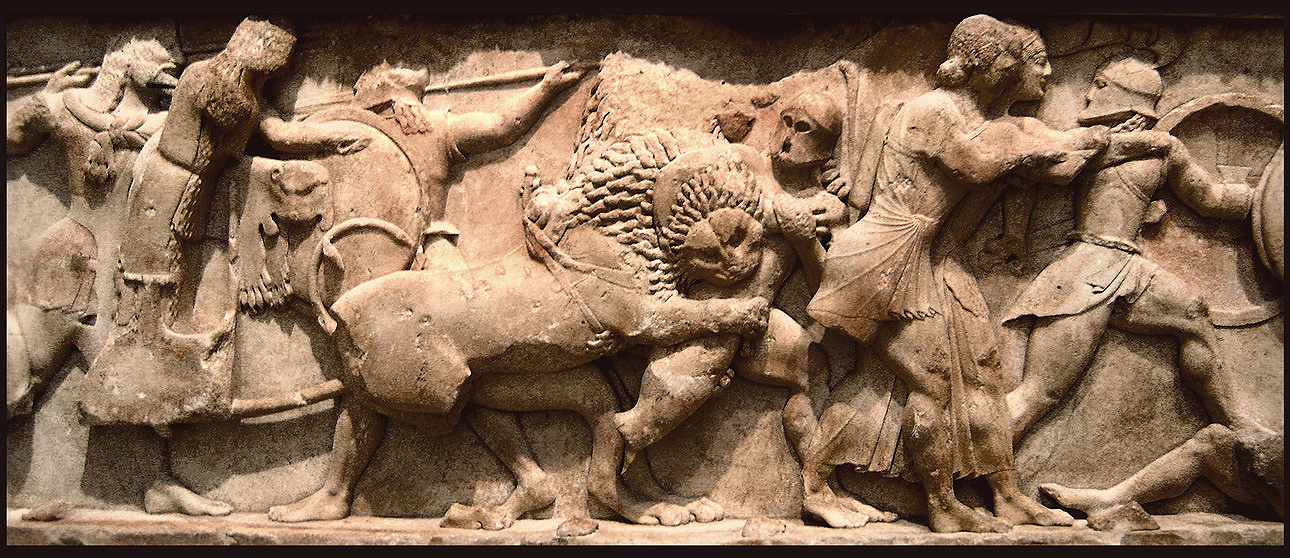
シフノス島財務局の小壁（フリーズ）、デルポイ、紀元前525年頃。デルフィ考古学博物館。
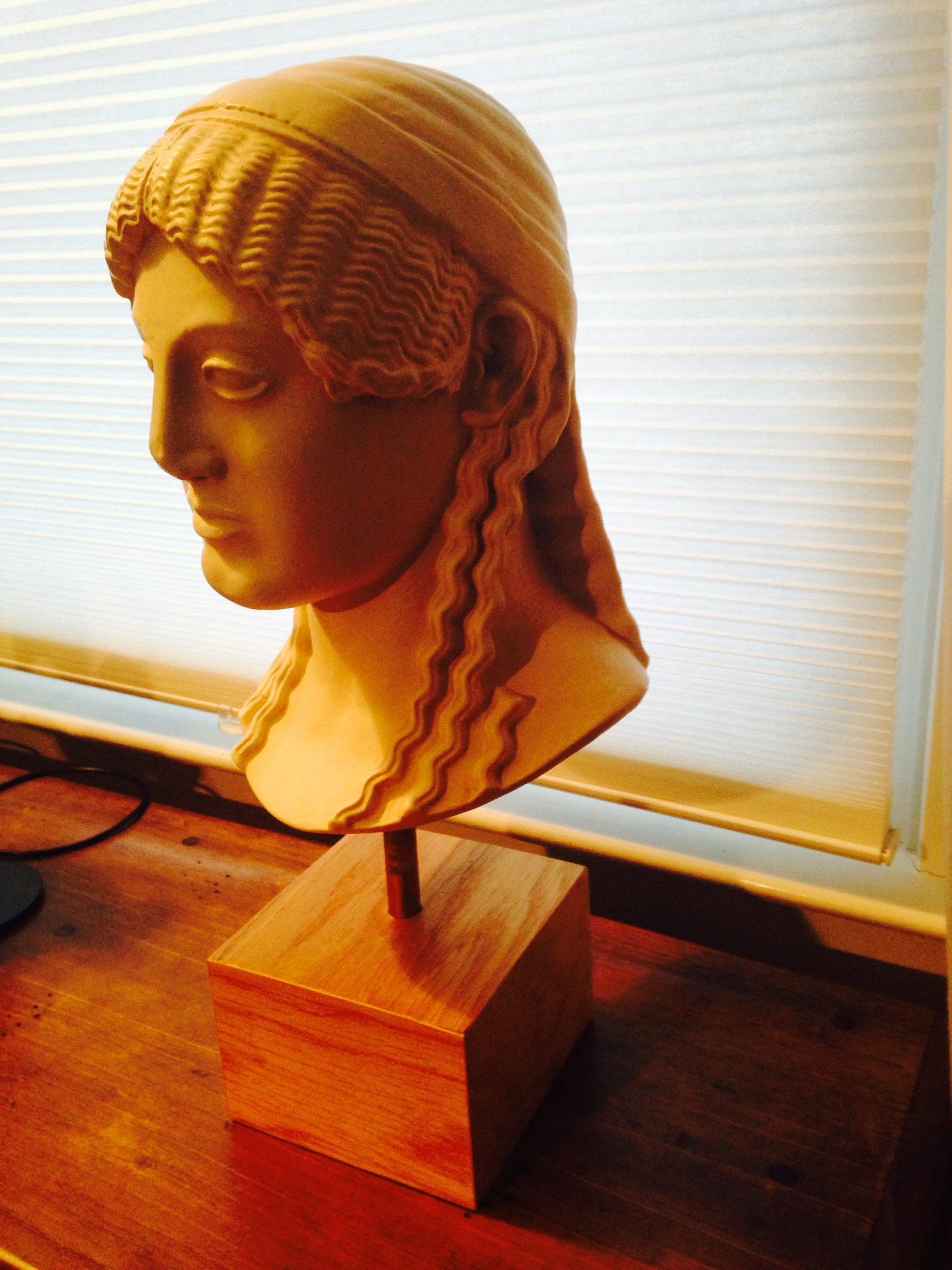
エウティディコスのコレー像（Euthydikos Kore）、紀元前490年頃、のレプリカ。オリジナルは、アテネ国立考古学博物館。
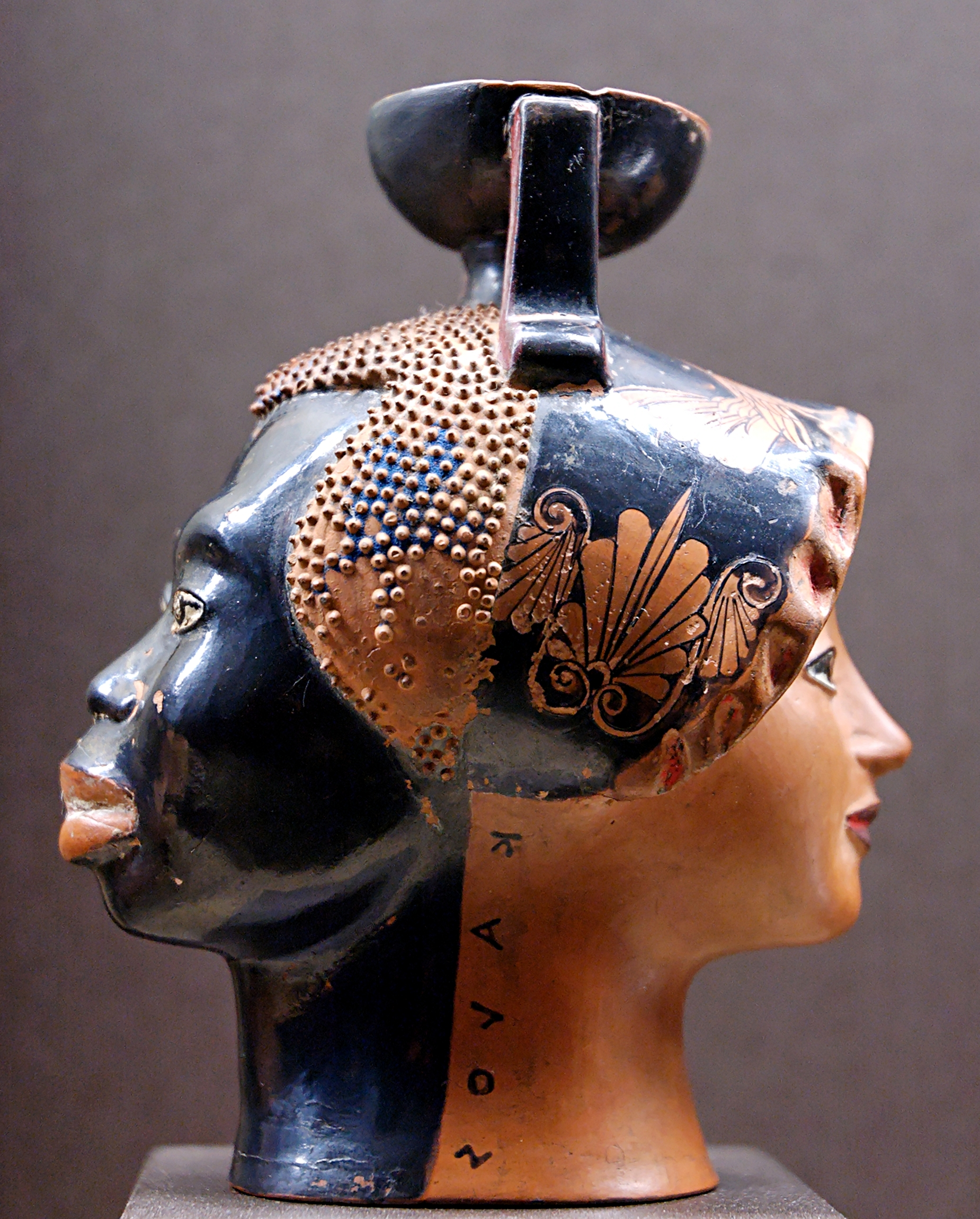
エチオピア人の頭部と女性の頭部、カロス碑文（英語版）付き。 ギリシア・アテネのジャニフォーム（英語版）（前後で2つの顔がある彫刻）で、赤絵式のアリバロイ（英語版）、紀元前520－510年頃。

### 古典期

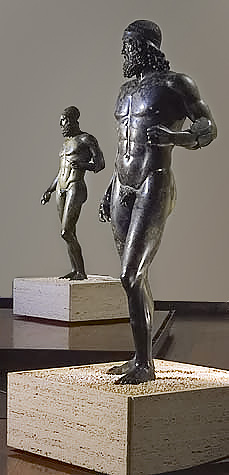
リアーチェのブロンズ像、古典期のブロンズ彫刻の例。レッジョ・ディ・カラブリアにあるマーニャ グレーチャ国立博物館

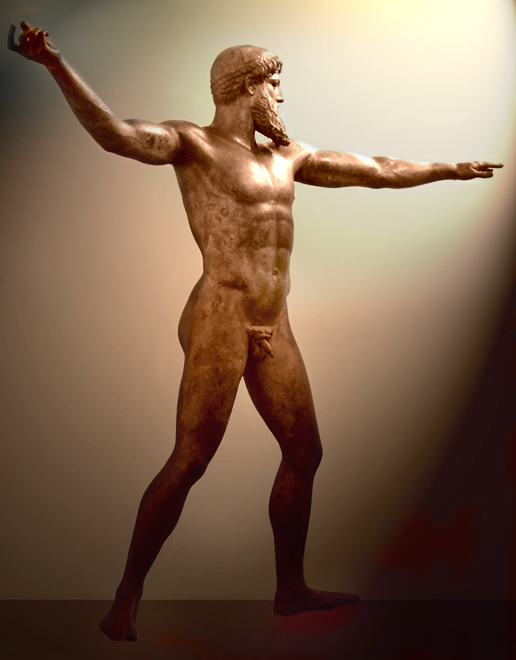
アルテミシオンのブロンズ像、はポセイドーンまたはゼウスのどちらかだと考えられている。1928年に、アルテミシオン岬の海岸から漁師によって発見された。人物像の高さは2m以上、紀元前460年頃。アテネ国立考古学博物館

古典期ではギリシア彫刻の革命が見られ、時には民主主義の導入を取り巻く大衆文化と、クーロス像に関連する貴族的文化の終わりとが歴史家によって関連付けられた。古典期では、現実的な人間の形を描写するギリシア彫刻家の技術技法の劇的な増加に伴って、彫刻の体型や機能の変化が見られた。ポーズもまた、特にこの期間初頭において、より自然主義的になった。このことはコントラポストの最も初期の知られている彫刻クリティオスの少年（紀元前480年）やデルポイの御者（紀元前474年）などの作品で具現化されており、これらはより自然主義的な彫刻への移行を示すものとなっている。紀元前500年頃から、ギリシア彫刻は、神話の漠然とした解釈や全く架空の奉納像などとは対照的に、現実の人々を描写することが多くなり始めた。とはいえ、それらが表現していたスタイルはまだ現実的な肖像画の形にまでは発展しなかった。アテネに設置されたハルモディオスとアリストゲイトンの彫像は、貴族的な僭主政治の崩壊を示すもので、実際の個人を表している最初の公的記念碑と言われている。
古典期では、建物の装飾として彫像や彫刻を使用するものが多く見られた。アテネのパルテノン神殿やオリンピアのゼウス神殿といった古典期の特徴的な神殿はフリーズ（小壁）を飾るためのレリーフ彫刻を使用し、ペディメントの三角形の妻壁を埋めるために円形の彫刻を施している。困難な審美的かつ技術的な挑戦は、彫刻技術革新の道を大いに刺激した。 これらの作品の大半は例えばパルテノン神殿のように断片だけが現存しており、その約半分は大英博物館にある（エルギン・マーブル等）。
葬式用の彫像は、アルカイック期の剛直で非人間的なクーロス像から古典期の非常に個人的な家族の集団像まで、この時期に進化を遂げた。これらの記念碑はアテネ近郊でよく見られ、古代には都市郊外に墓地があった。それらの幾つかは「理想的」なタイプ、喪に服す母親、忠実な息子を描いているが、 それらはますます実在の人々を描いたものとなった（典型的には当人の家族からの尊厳ある離別を描いた）。このことが、アルカイック期や幾何学文様期に比べて感情の度合いを著しく向上させている。
もう1つの注目すべき変化は、彫刻における芸術的信用の急成長である。アルカイック期と幾何学文様期の彫刻について知られていた情報はどれも作品自体に集中しており、彫刻家の情報はたとえあったとしても稀なことだった。この例としては、パルテノン神殿の設計と建築を監督したことで知られるペイディアスと、芸術的に尊敬される最初の女性の裸体彫刻を作ったプラクシテレスがいる。コピーとして現存している彼の作品クニドスのアプロディーテーは、しばしば大プリニウスによって言及され、称賛された。
リュシストラトスは生きている人々から採取した石膏型を使用してロストワックス鋳造の肖像を作成した最初の人物と言われており、既存の彫像から鋳造する技術を開発したと言われている。彼は彫刻家の家族の出身で、彼の兄弟シキオンのリュシッポスは、生涯のうちに1500の彫像を制作した。
オリンピアのゼウス像とアテーナー・パルテノス像（どちらもペイディアスの指揮によって製作されたクリセラファンティーネで、古典期の彫刻の中で最も偉大であったと考えられている）は失われてしまったが、より小さな複製品（別素材）と優れた描述の両方がまだ現存する。それらの大きさと雄大さから、ビザンティン帝国時代にライバルたちがそれを奪い合うようになり、コンスタンティノープルに移されると、そこで後に破壊された。

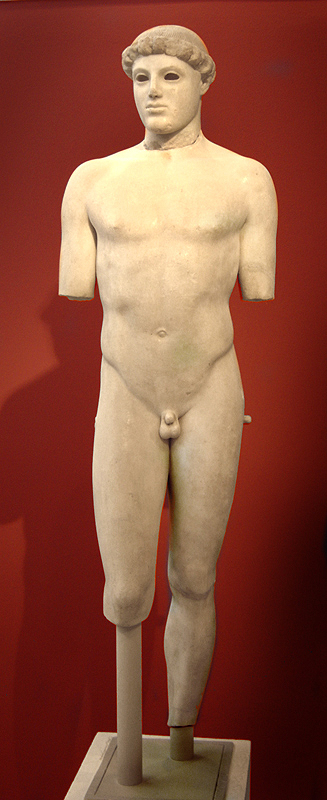
「クリティオスの少年（英語版）」。大理石、紀元前480年頃。アテネ、アクロポリス博物館
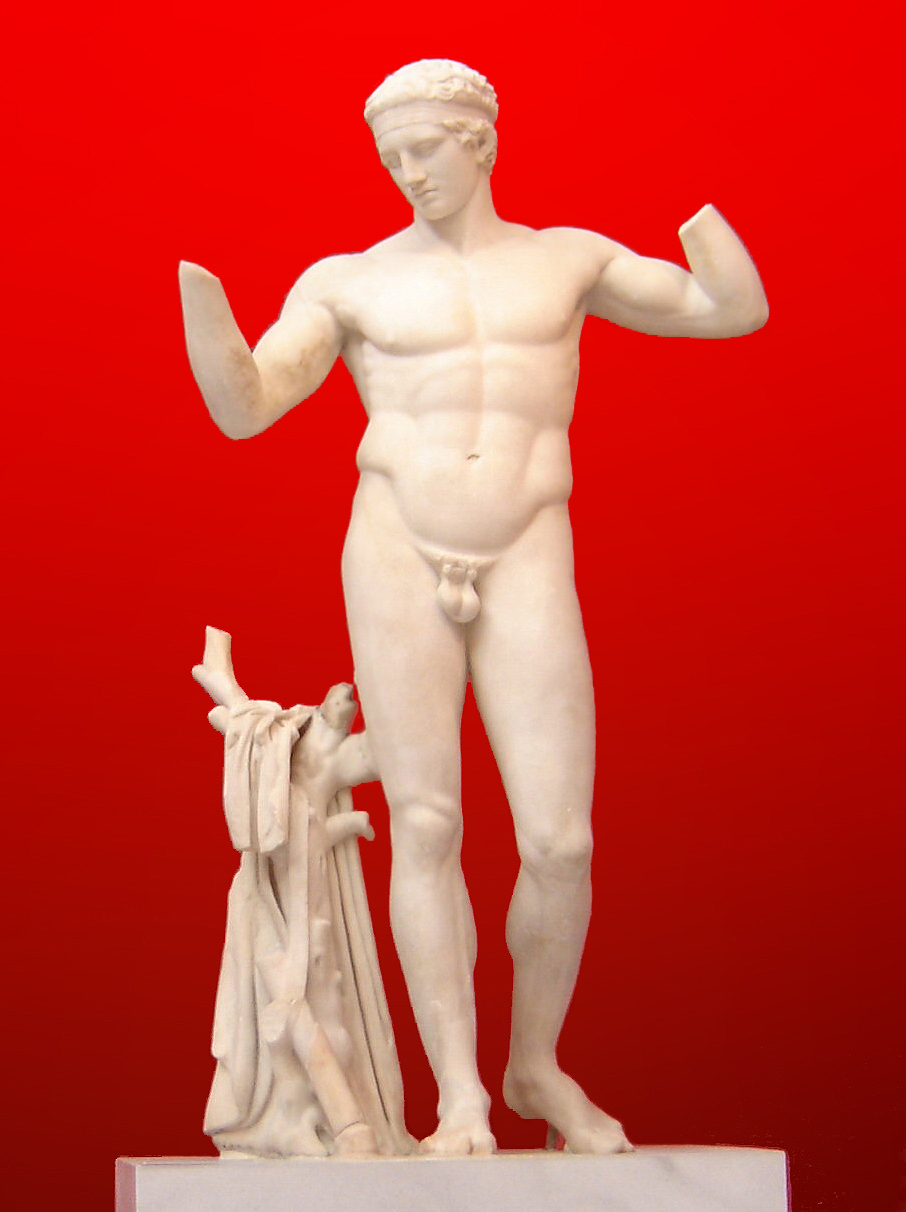
ポリュクレイトス作ディアデュメノス（英語版）の複製、アテネ国立考古学博物館
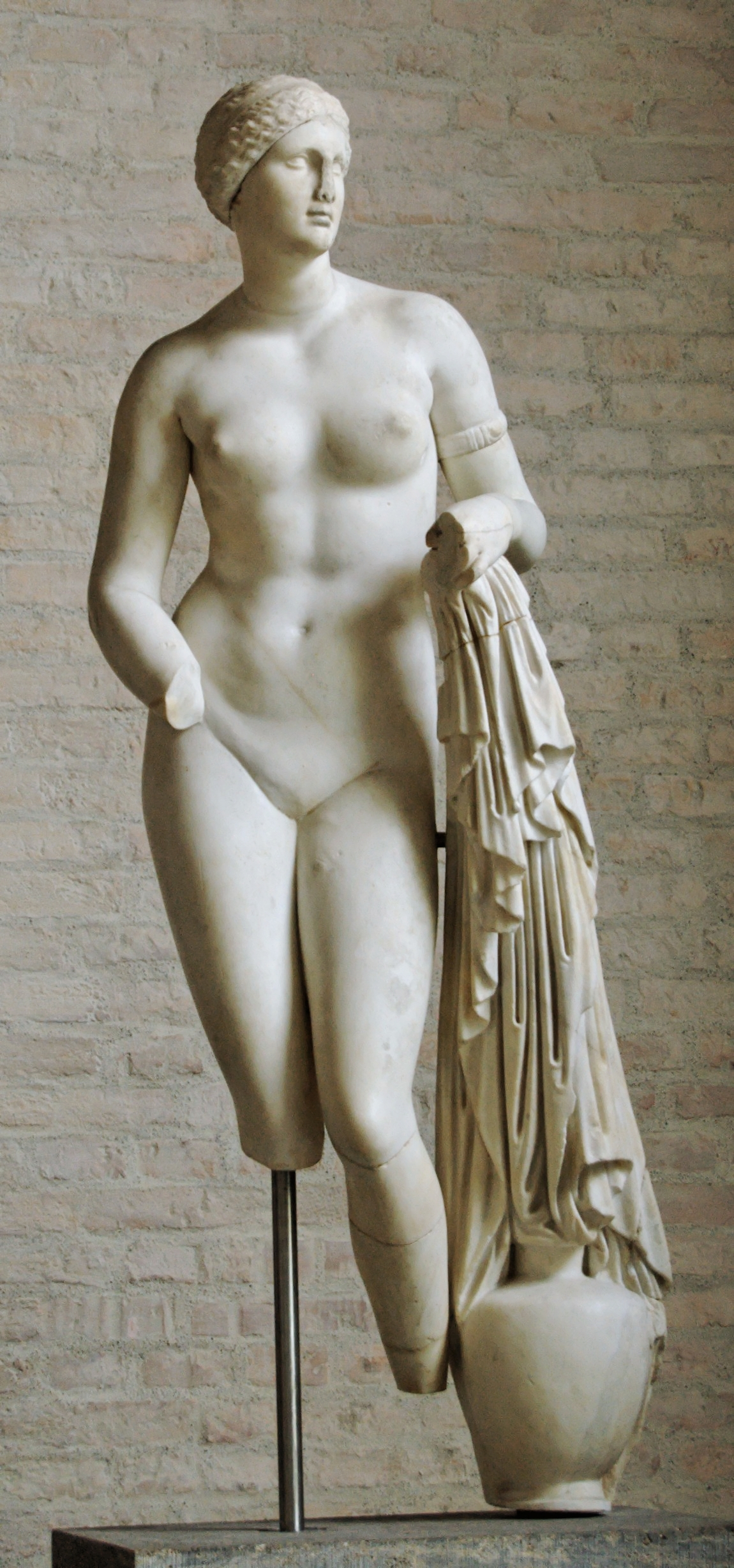
いわゆるプラクシテレスによるブラスキのヴィーナス（Venus Braschi）、クニドスのアプロディーテーの型。ミュンヘン、グリュプトテーク
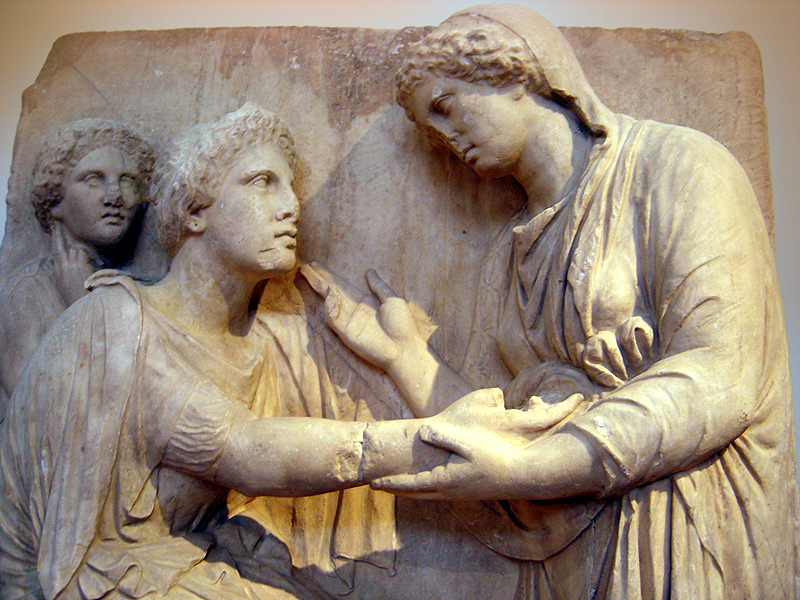
アテネの墓標にある家族の一団。アテネ国立考古学博物館
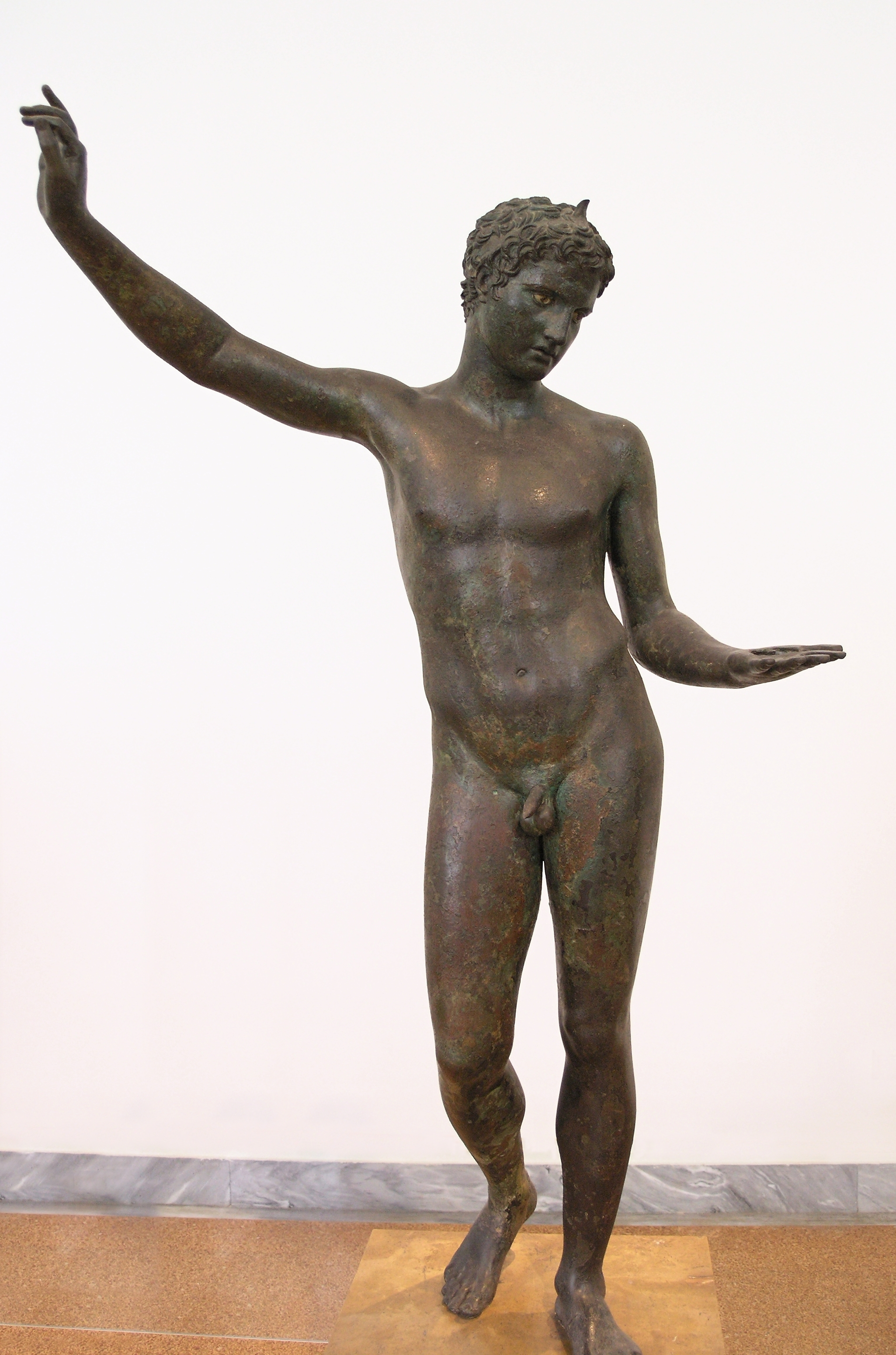
マラトンの若者、紀元前4世紀、恐らくプラクシテレス作。アテネ国立考古学博物館
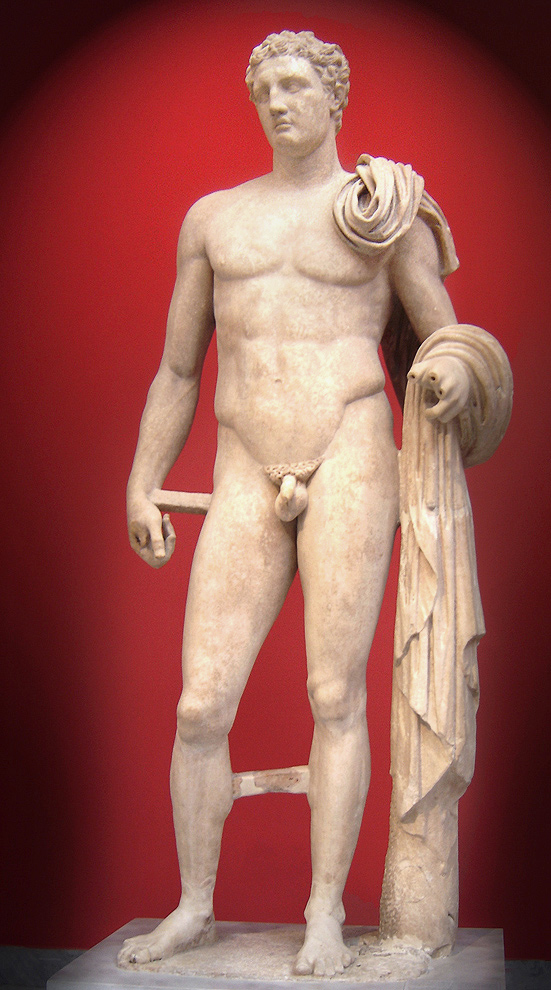
ヘルメース、恐らくリュシッポス作。アテネ国立考古学博物館
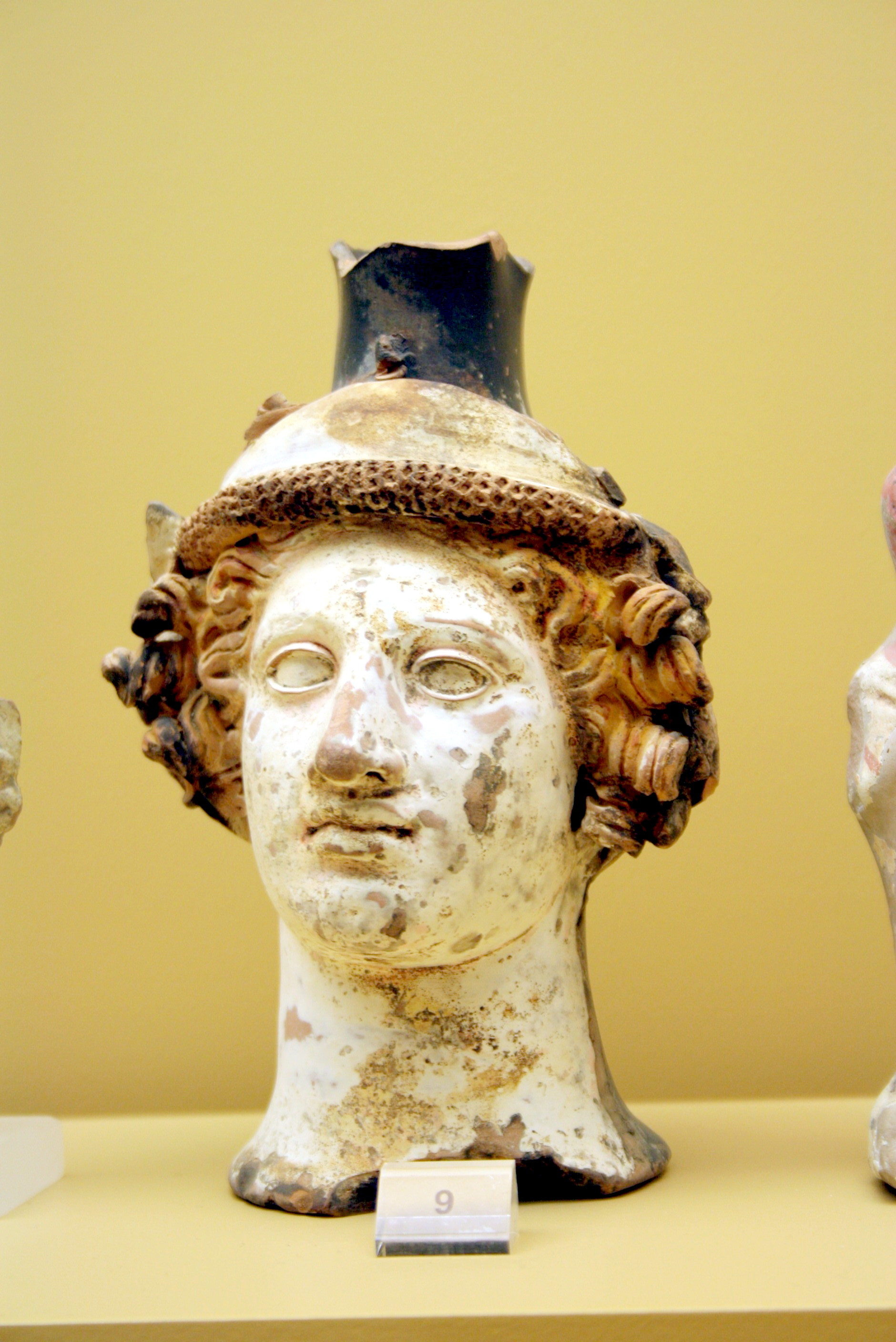
ディオニューソスの頭の形をしたテラコッタの花瓶、紀元前410年頃。アテネの古代アゴラ博物館内、アッタロスの柱廊に展示。
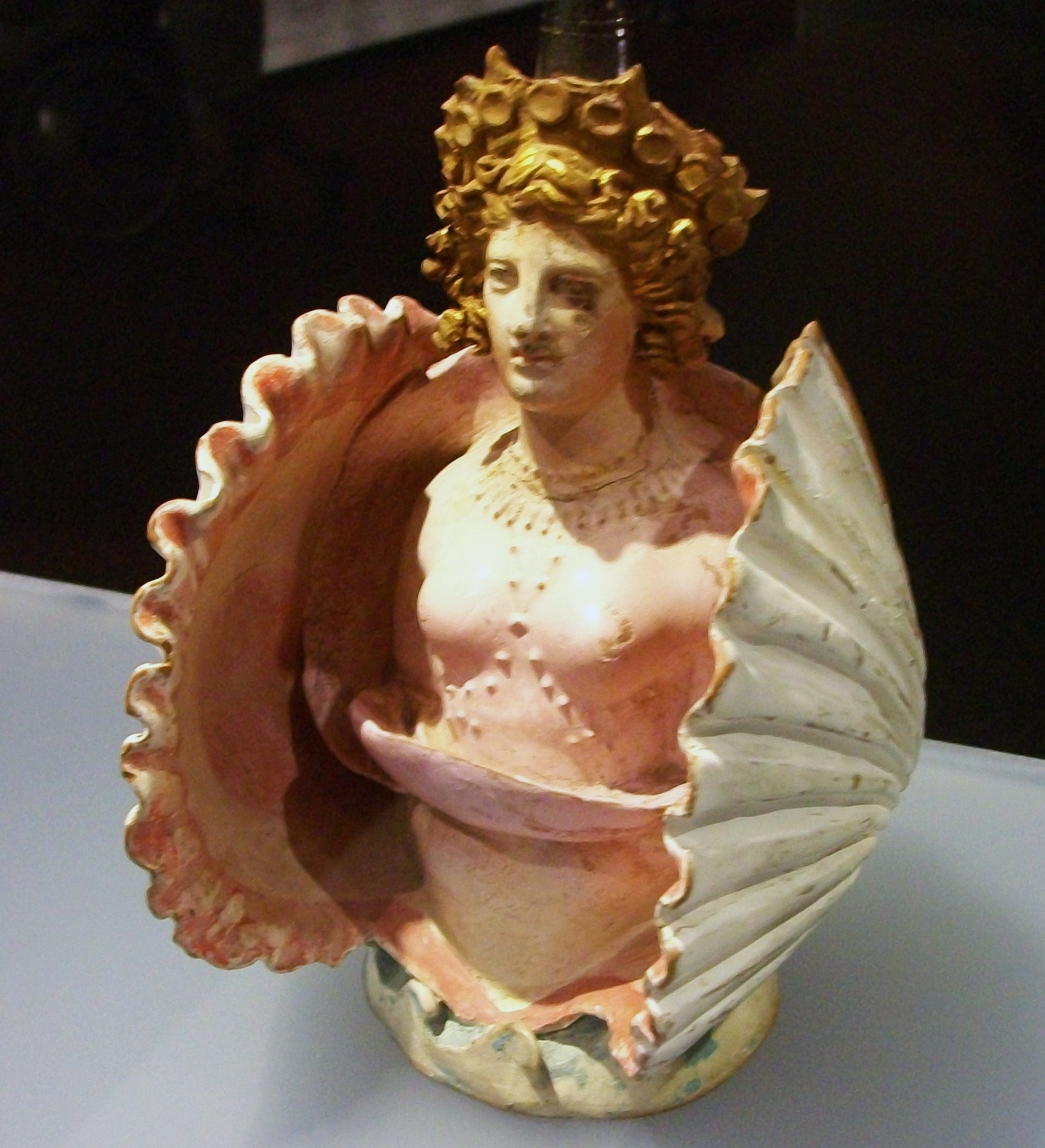
陶器、貝殻の中のアプロディーテー。アッティカ出土、紀元前4世紀初頭。タマン半島（ロシア南部のボスポロス王国）のファナゴリア（英語版）墓地で発見された。エルミタージュ美術館

### ヘレニズム

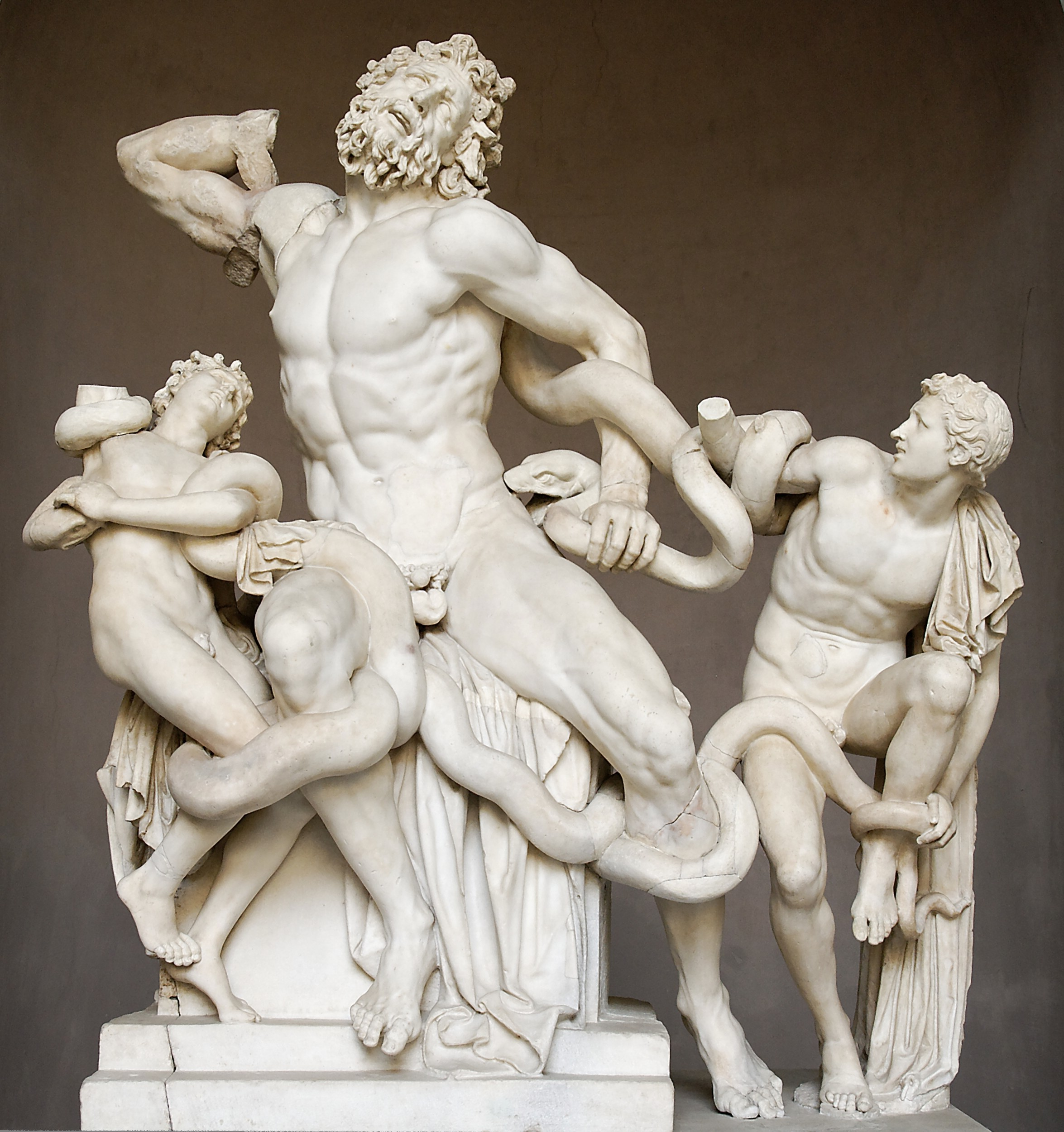
ラオコーン像（後期ヘレニズム）、バチカン美術館

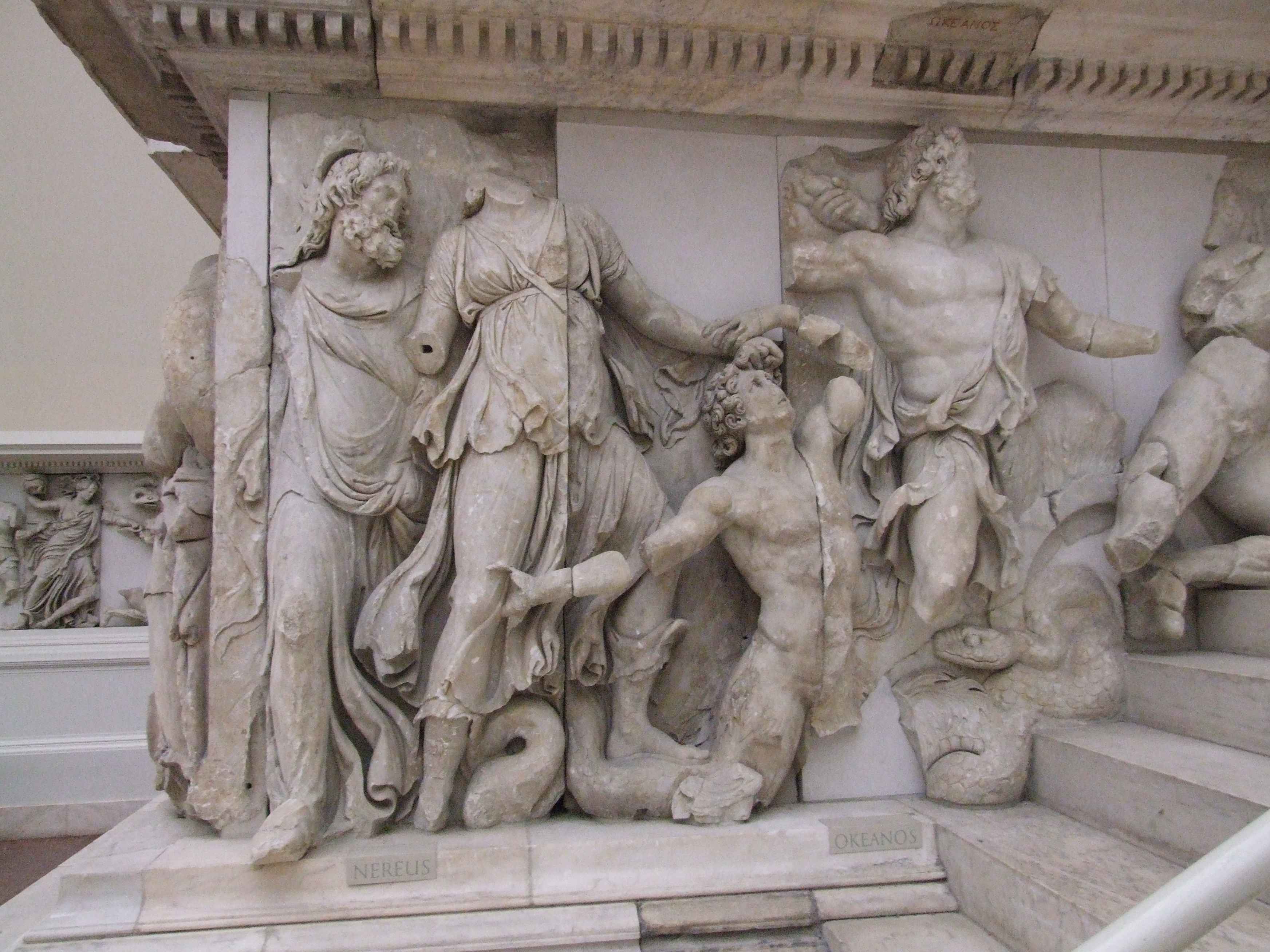
ヘレニズム期のペルガモンの大祭壇。左からネーレウス、ドーリス、巨人族、オーケアノス。

詳細はヘレニズム美術とペイディアスを参照。
古典期からヘレニズム時代への移行は、紀元前4世紀に起こった。ギリシア芸術はますます多様化し、アレキサンダー大王（紀元前336-323統治）の征服によりギリシャ領地に引き込まれた人々の文化による影響を受けた。一部の美術史家の見解は、これを質と独創性の低下として記述している（ただし、当時の人達はそう思わなかったかもしれない）。以前は古典期の傑作と考えられていた多くの彫刻が、今はヘレニズム時代のものとして知られている。ヘレニズム彫刻家の技術的能力は、サモトラケのニケやペルガモンの大祭壇といった主要作品が明快な証拠である。ギリシア文化の新しい中心地、特に彫刻においてはアレクサンドリア、アンティオキア、ペルガモン、と他の都市でも発展した。紀元前2世紀までに、共和政ローマの勢力がギリシャの伝統の多くを吸収し、そしてローマ製作品の割合も増えていった。
この時代に、彫刻は再び自然主義への移行が起こった。 一般の人、女性、子供、動物、家庭のシーンは彫刻の受け入れ可能な主題となり、家や庭の装飾として裕福な家庭による依頼を受けた。あらゆる年齢の男性と女性の現実的な人物像が制作され、彫刻家はもはや人々を美の理想または完璧な肉体として描写しなくても大丈夫になった。同時に、エジプト、シリア、アナトリアで生まれた新しいヘレニズム都市では、神殿や公共の場所でギリシアの神々や英雄を描いた像が必要とされた。これは陶器のような彫刻を制作する産業で、結果として標準化と（若干の）品質低下をもたらした。 これらの理由から、古典期よりもかなり多くのヘレニズム彫刻が現存している。
自然主義への自然な移行とともに、彫刻の表現にも変遷があった。 彫刻はこの時期に、より多くの力とエネルギーを表現し始めた。 ヘレニズム時代の表現の変遷を見るための簡単な方法は、それを古典期の彫刻と比較することである。古典期には、謙虚さを表現するデルポイの御者ような彫刻があった。 しかし、ヘレニズム時代の彫刻は、アルテミシオンの騎手で示されるように、より大きな力とエネルギーの表現が見られた。
最もよく知られているヘレニズム彫刻として、サモトラケのニケ（紀元前2-1世紀）、ミロのヴィーナスとして知られるミロス島のアプロディーテー像（紀元前2世紀半ば）、瀕死のガラテア人、記念碑的なラオコーン像（紀元前1世紀後半）がある。古典的なテーマを描いたこれら全ての彫像は、古典期の厳めしさよりも加工がはるかに感覚的で感情的であり、それが許可されていたかその技術力が認められていた。また、ヘレニズム彫刻は寸法の増大によっても特徴づけられ、ついには自由の女神像とほぼ同じ大きさとされるロドス島の巨像（紀元前3世紀後半）にまで達した。地震と略奪の複合的な効果がこれを壊してしまい、同じくこの時期に存在していただろう他の非常に大きな作品も破壊してしまった。
アレキサンダー大王の征服に続いて、アフガニスタン東部のアイ・ハヌムの発掘およびグレコ・バクトリア王国やインド・グリーク朝の文明によって証明されたように、ギリシア文化はインドまで広がった。 グレコ仏教芸術は、ギリシア芸術と仏教の視覚的表現とのシンクレティズム（融合）を表していた。ヘラクレウムの古代エジプト都市（現在は水没）周辺の19世紀末以来の発見は、紀元前4世紀のイシスの描写を含んでいる。 その描写はエジプトの女神の描写には珍しく官能的で、と同時に特色の少ない細やかさで女性的であり、アレキサンダー大王がエジプトを征服した時代のエジプトとヘレニズムの形を組み合わせたものとなっている。
インドのゴアでは、ギリシア風の仏像が発見された。これらはギリシア人が仏教に改宗したことに起因しており、彼らの多くがヘレニズム時代にゴアに定住したことが知られている。 

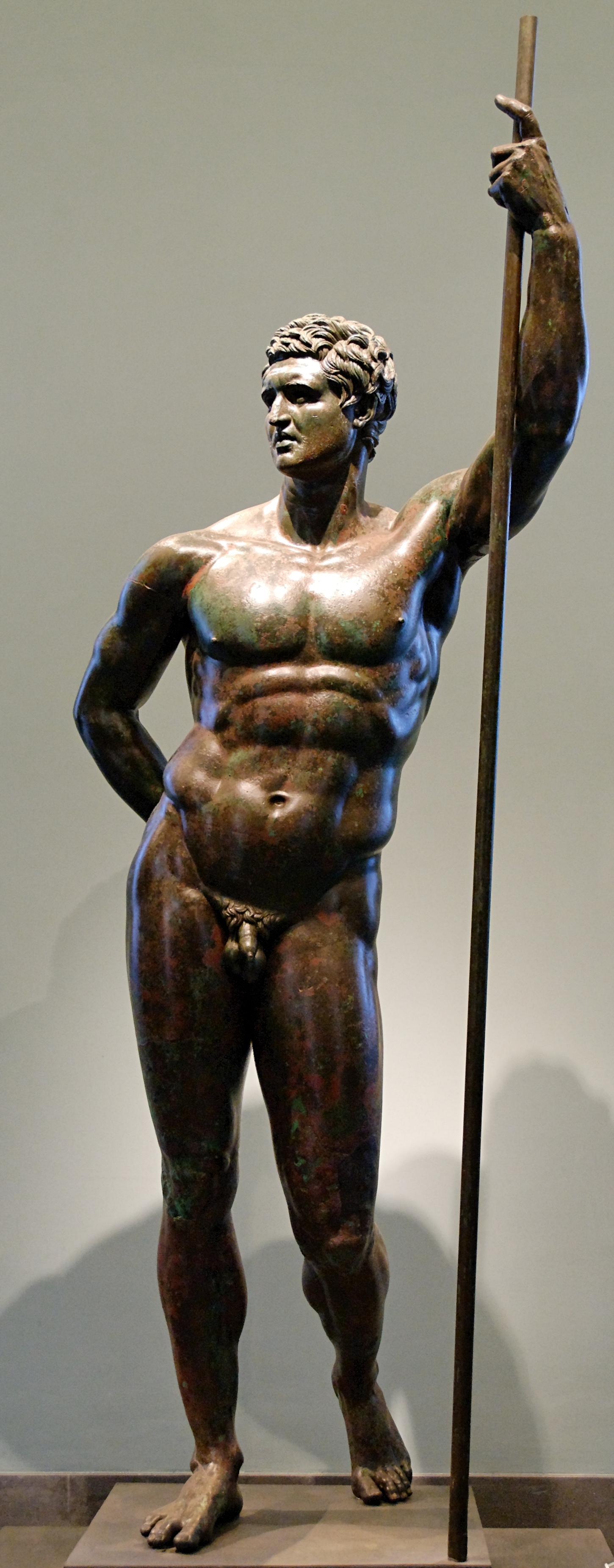
王冠なしの王子または君主の像、伝統的にセレウコス朝の王子、恐らくペルガモン王国のアッタロス2世と考えられている。ブロンズ像、ヘレニズム期の作品、紀元前3-2世紀。
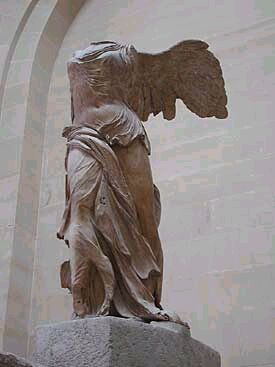
サモトラケのニケ（ヘレニズム時代）、ルーヴル美術館
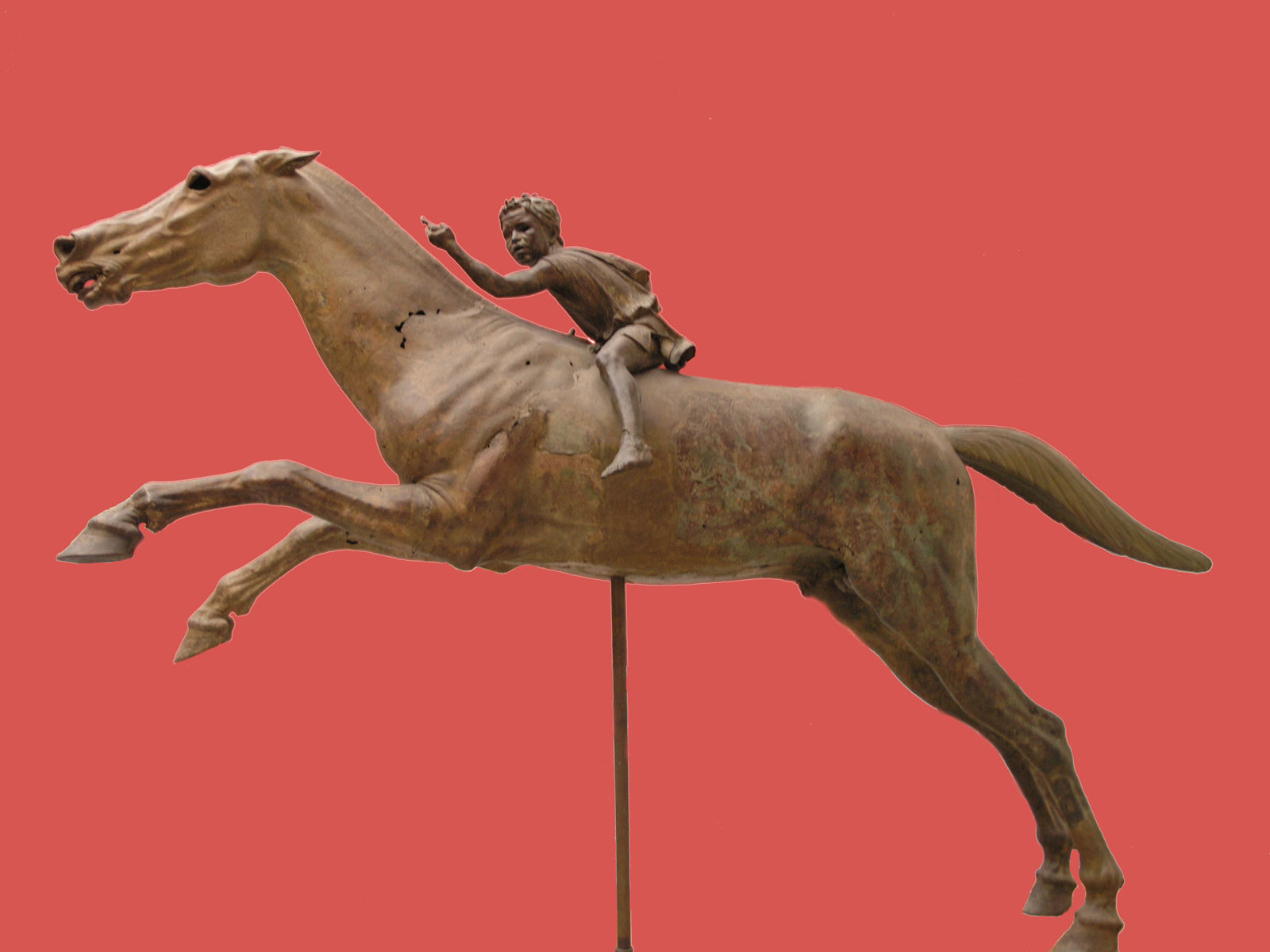
アルテミシオンの騎手（英語版）。後期ヘレニズムの騎乗した騎手のブロンズ像、アテネ国立考古学博物館
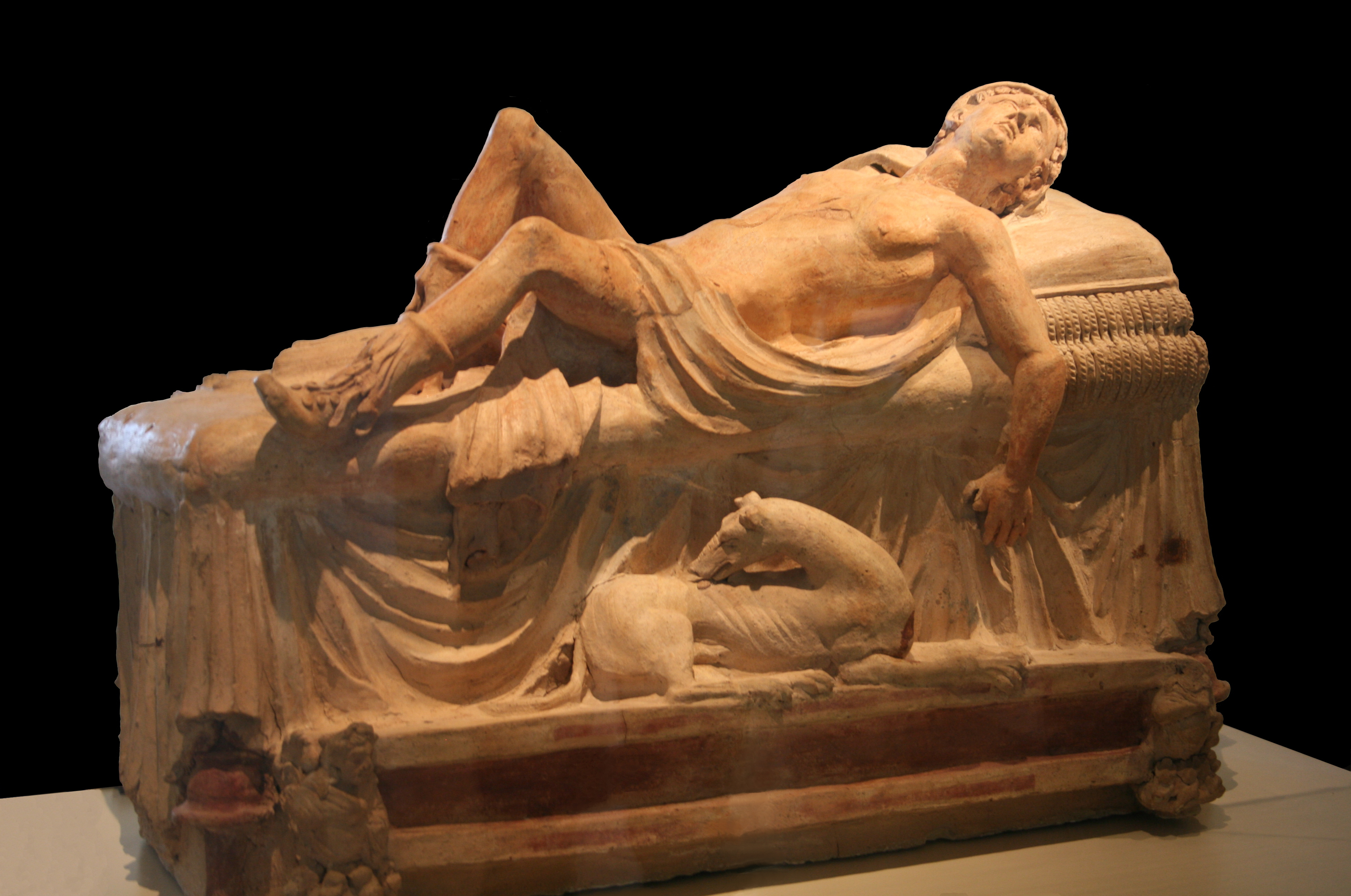
瀕死のアドーニスの埋葬用記念碑。多色彩のテラコッタ、トスカーナから出土のエトルリア美術品、紀元前250-100年。
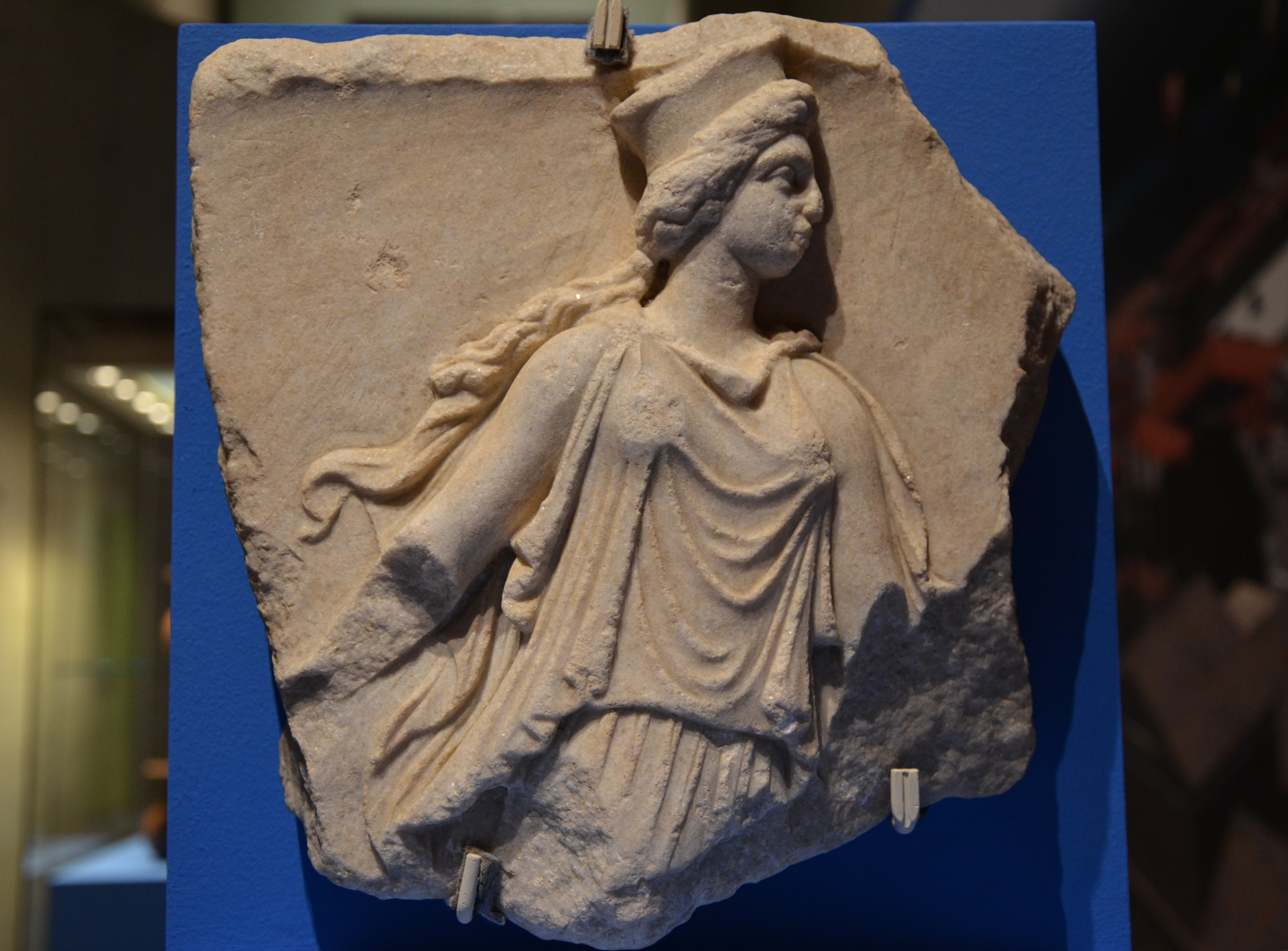
コレー像を描いた大理石彫刻の断片、紀元前3世紀、タウリカ（クリミア半島）のパンティカパイオンから出土、ボスポロス王国。
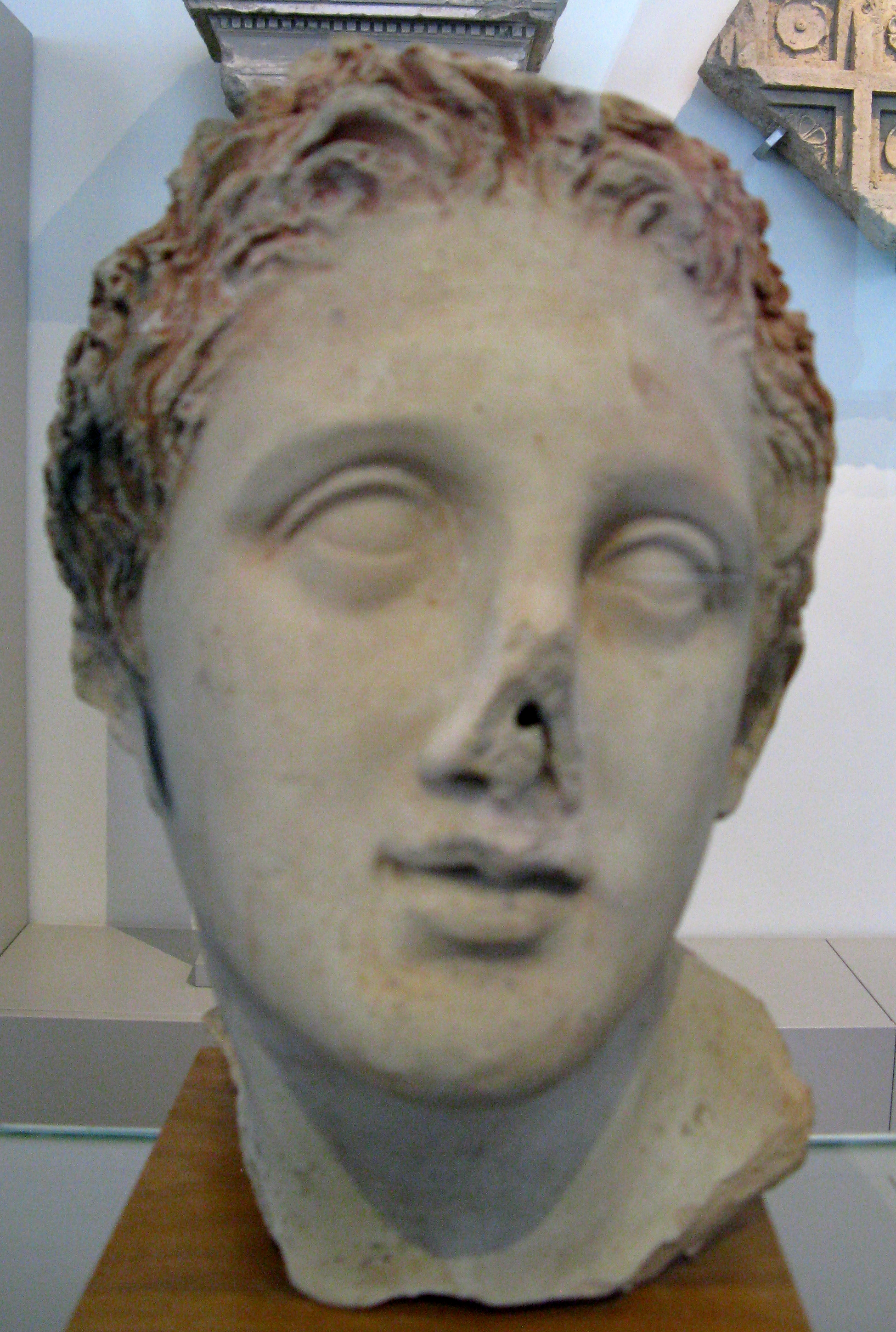
古代ギリシャの若い男性頭部のテラコッタ、タレント（Tarent）にて発見、紀元前300年頃。旧博物館 (ベルリン)
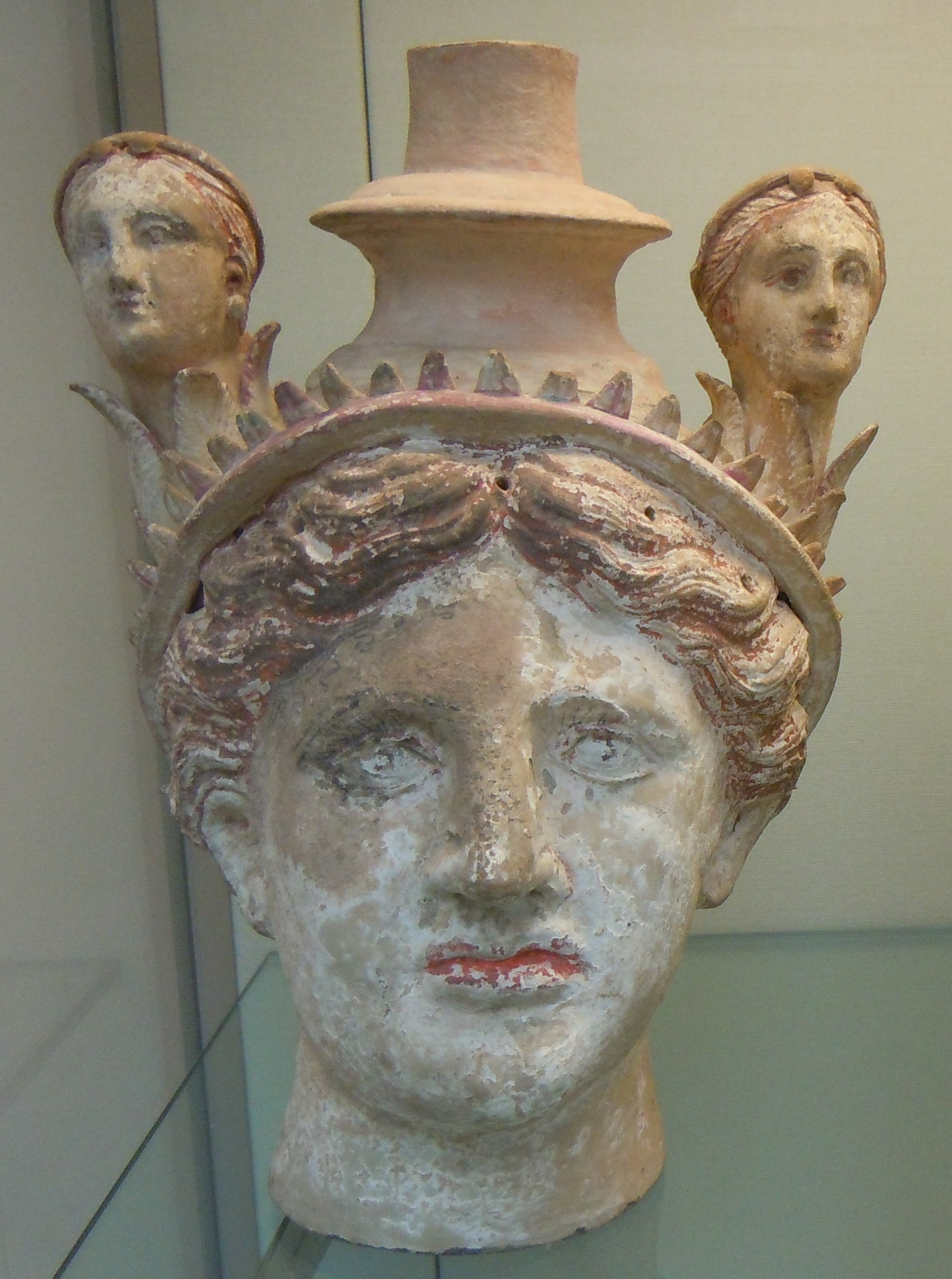
女性の頭部を模した花瓶（レキュトス）、紀元前325-300年。
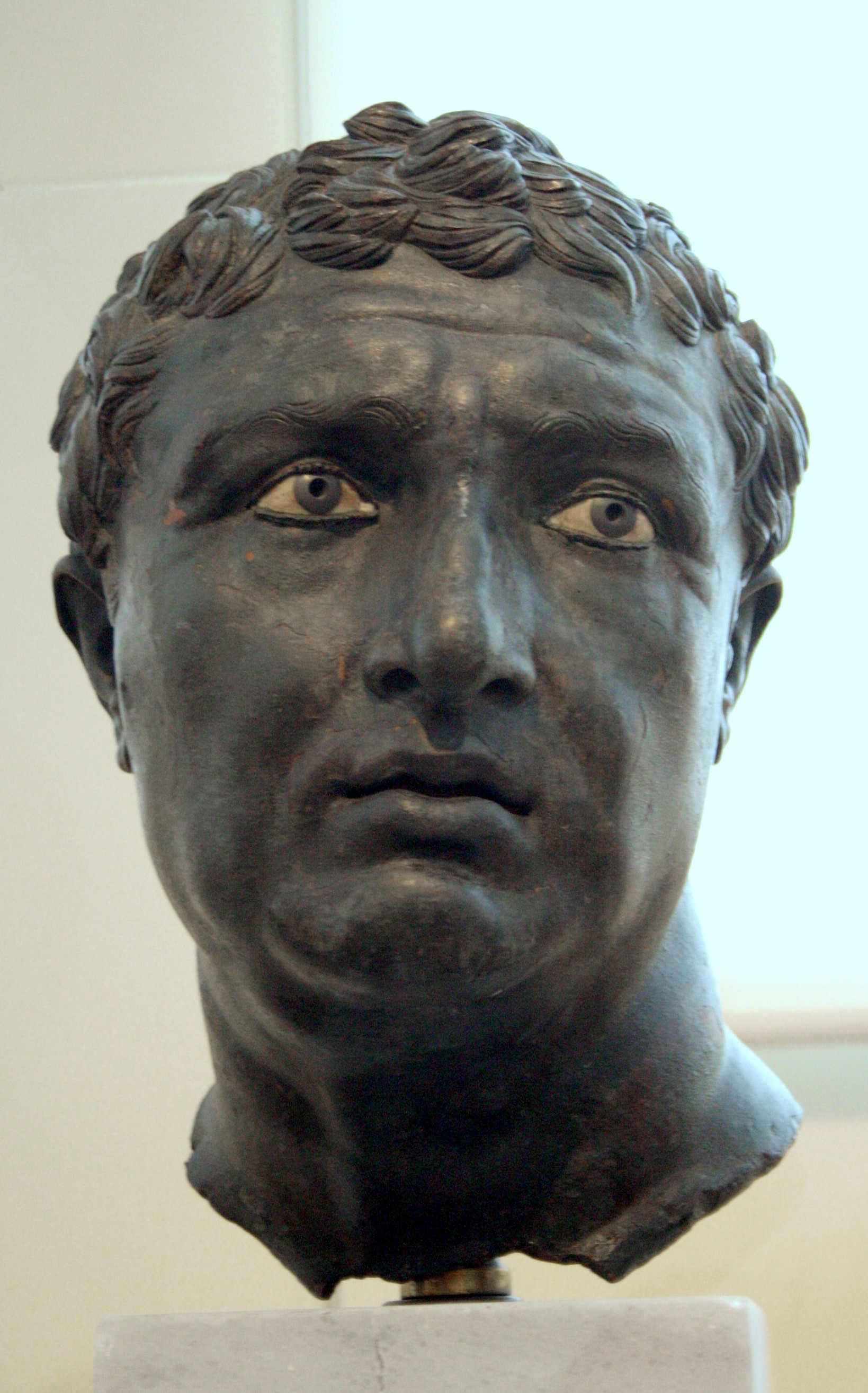
未知なるモデルのブロンズ肖像、目は象眼、ヘレニズム時代、紀元前1世紀。デロス島のパレストラ湖（Lake Palestra）で発見。
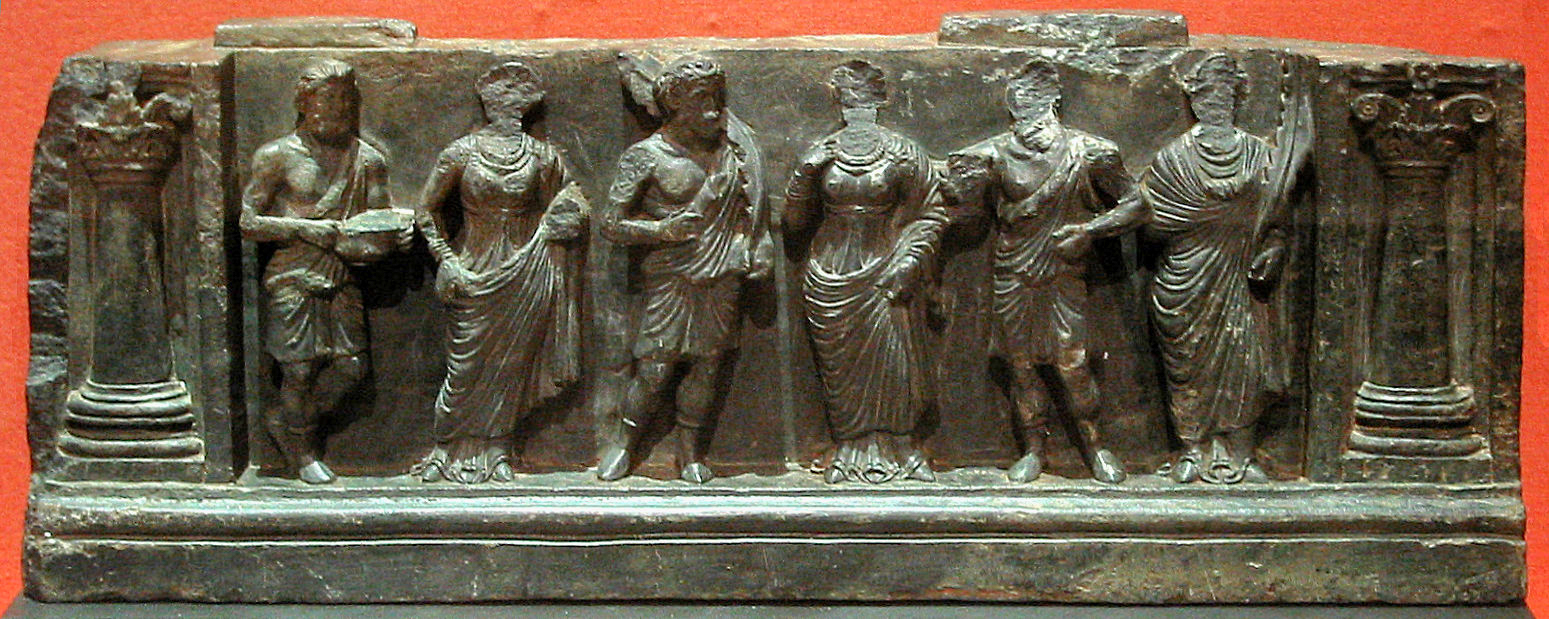
ガンダーラの グレコ仏教芸術（英語版）のフリーズ、プランテンの葉を持つ信奉者、ヘレニズム風、コリント式の柱の内部、1－2世紀。パキスタン、スワート（Swat）のブネール（Buner）地区。ヴィクトリア&アルバート博物館
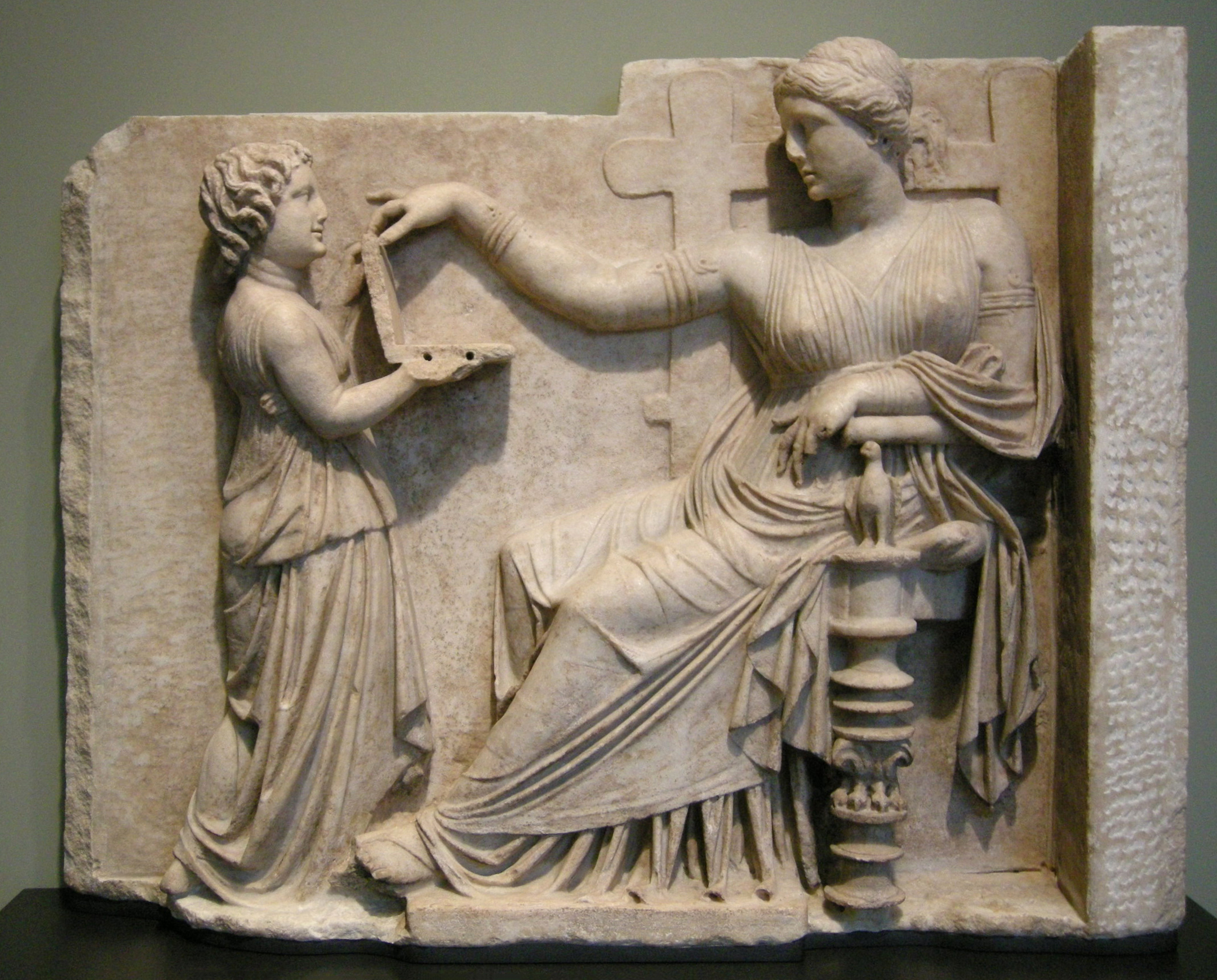
子供の奴隷が彼女を看護している、女性の墓石、紀元前100年頃（ローマ帝国支配下のギリシャ初期）

## 偶像

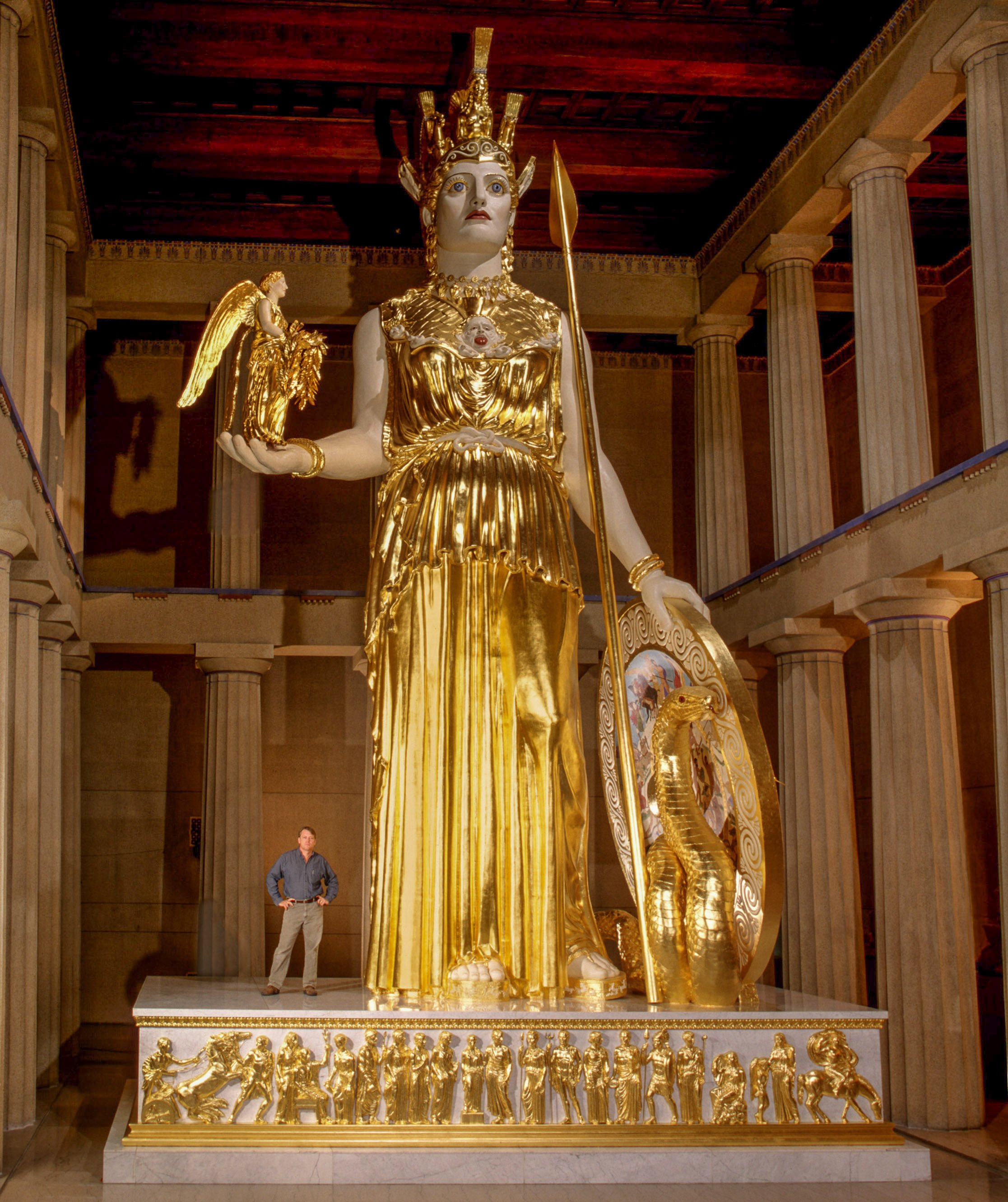
テネシー州のパルテノン神殿 (ナッシュビル)にある、元の大きさの「アテーナー・パルテノス」像の再現。

全ての古代ギリシア・ローマにおける神殿は通常、小広間（Cella）に偶像があった。小広間へ行くのは様々だったが、司祭とは別方向からで、少なくとも一般的崇拝者の一部は時おり小広間に行くことが可能だった。けれども神への犠牲は通常、神殿の境内の外側にある祭壇（ギリシャ語でTemenos）で行われた。偶像の中には見るのが簡単で、主要観光スポットと呼ばれたものもあった。像は通常だと神の立像で、元々は実物サイズよりも小さな形だったが、典型的にはおおむね実物大である。中には実物の何倍もの大きさで、大理石やブロンズで作られ、特に高名なクリセラファンティーネ彫像は目に見える体の部分には象牙を使い、衣服や木製の枠組みの周囲には金を使用している（横の写真参照）。
最も有名なギリシアの偶像もこのタイプで、オリンピアのゼウス像とペイディアスが作ったアテネのパルテノン神殿のアテーナー・パルテノス像があるが、どちらの巨大な彫像も完全に失われてしまった。デルポイからは2つのクリセラファンティーネ像の断片が発掘された。一般に偶像は、識別できる象徴物を保持または身に付けており、これは神殿と他の場所における別の多くの彫像とを区別する方法の1つである。
アクロリスは別の複合型で、こちらは木製の体を持つコスト節約型のものである。ゾアノンは原始的かつ象徴的な木製の像で、恐らくヒンドゥー教のリンガ（lingam）に匹敵する。これらの多くは古代より保管され、崇められていた。 ローマの大理石の複製品からよく知られているギリシア彫像の多くはもともと神殿の偶像だったもので、バルベリーニのアポローンなど一部の例は確実に識別されている。ごく僅かに実際のオリジナルが現存し、例えばブロンズ像でピレウスのアテーナー（高さ2.35m、ヘルメット含む）がある。
ギリシア神話やローマ神話において、「パラディウム」は都市の安全に関わると言われていた非常に古代の像であり、特にオデュッセウスとディオメーデースがトロイの城塞から盗んだ木製の像については、後にアイネイアースによってローマに運ばれた（ローマの物語は、ウェルギリウスの『アエネーイス』や他の作品に関連が見られる）。

## 衣装像

### 女性

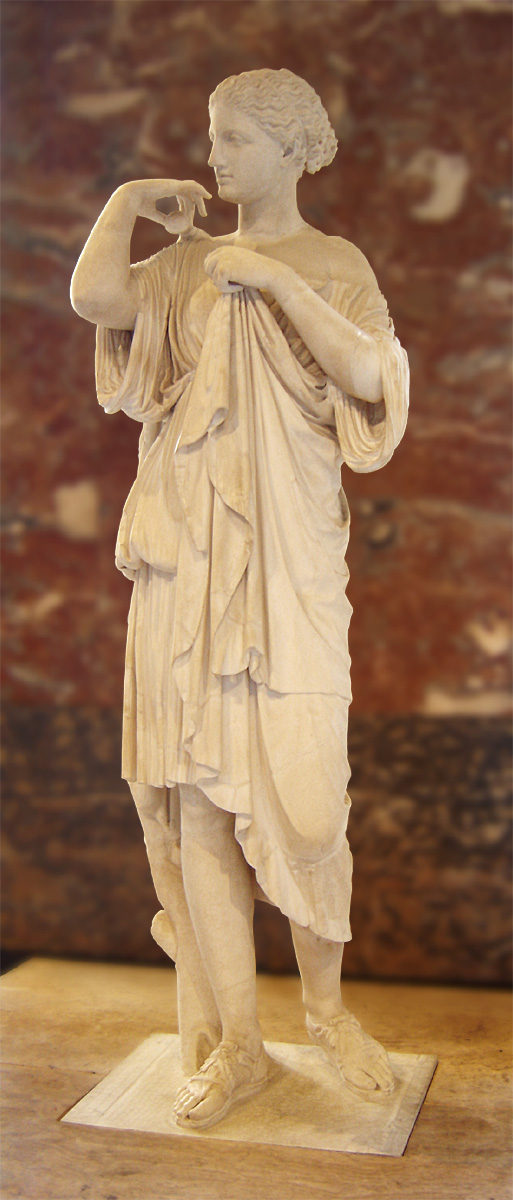
ガビーのディアーナ（Diane de Gabies）、ディプラクス（Diplax）を着用。
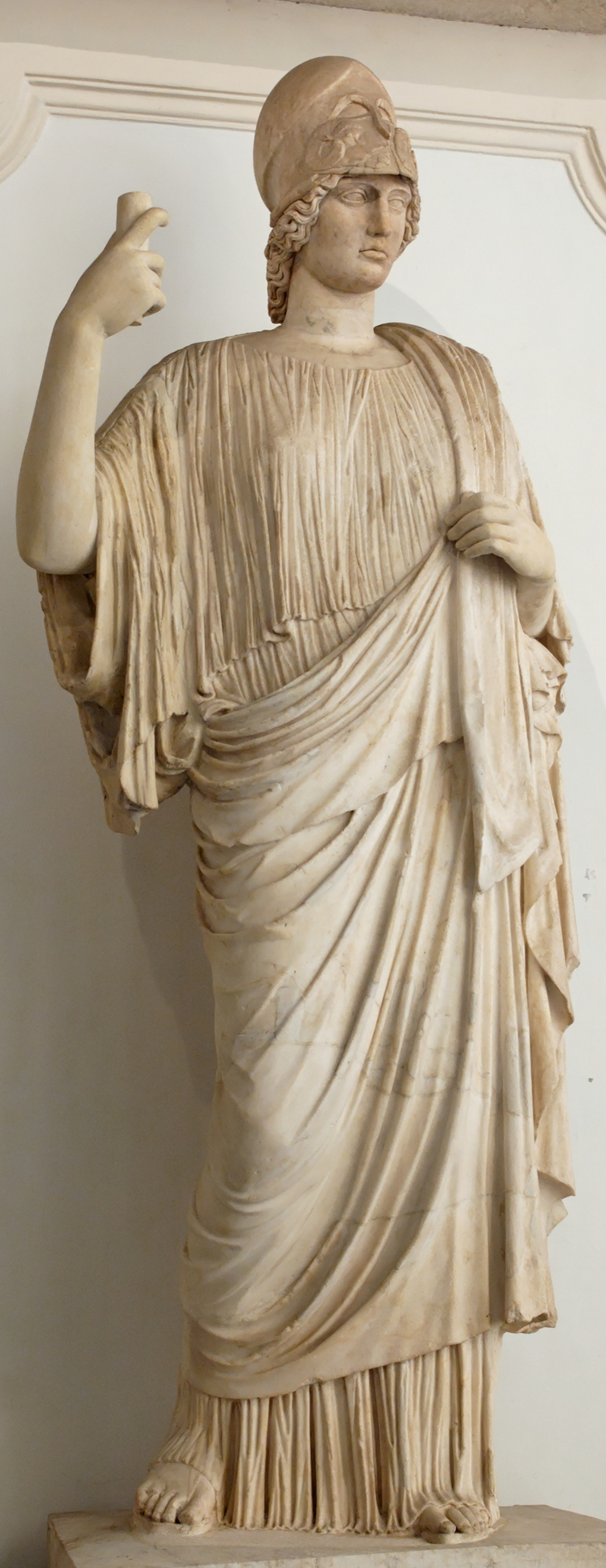
ペプロスを纏ったパラス（トリートーンの娘）
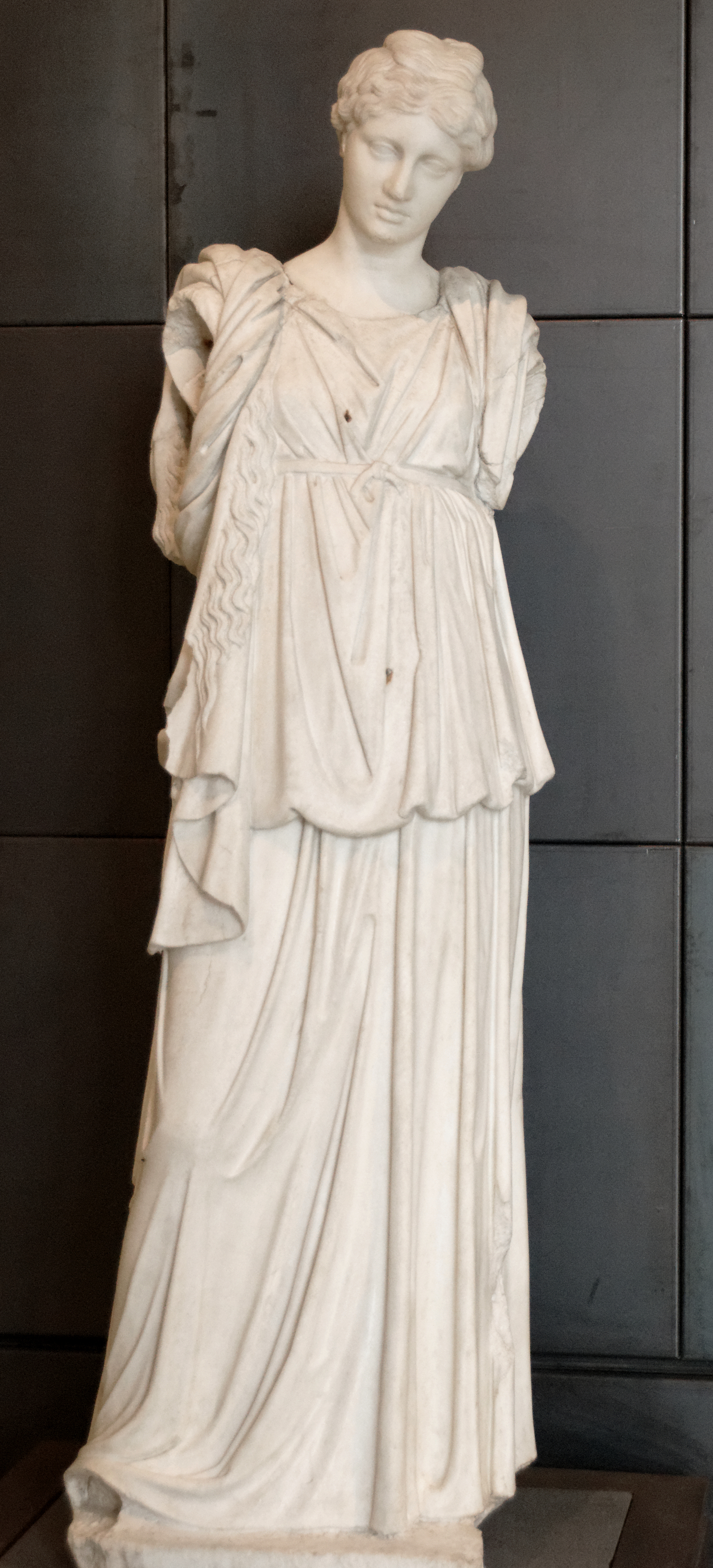
キトンを着た女性
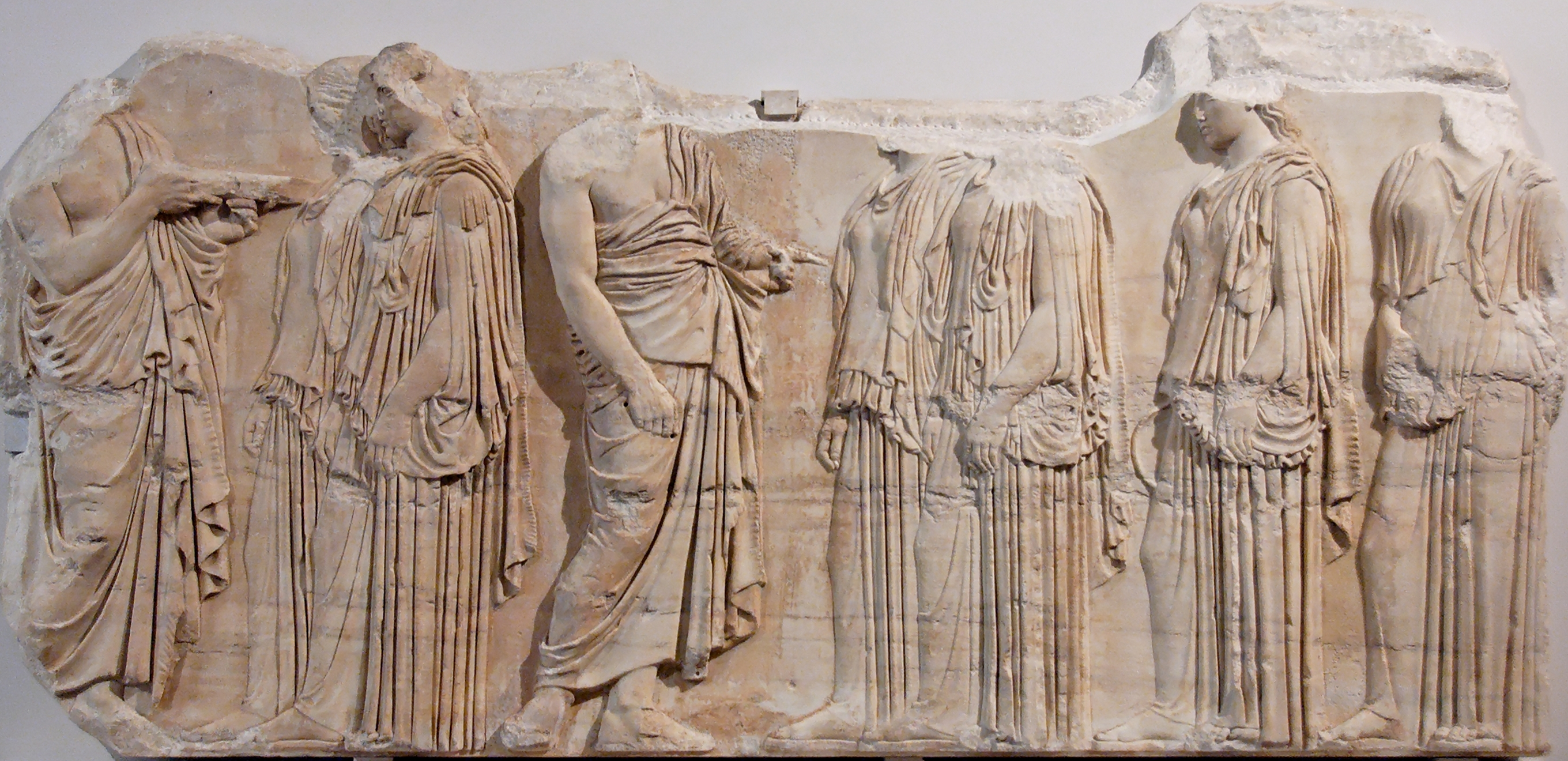
パルテノン神殿のフリーズ（Parthenon Frieze）にある機織りたち。

### 男性

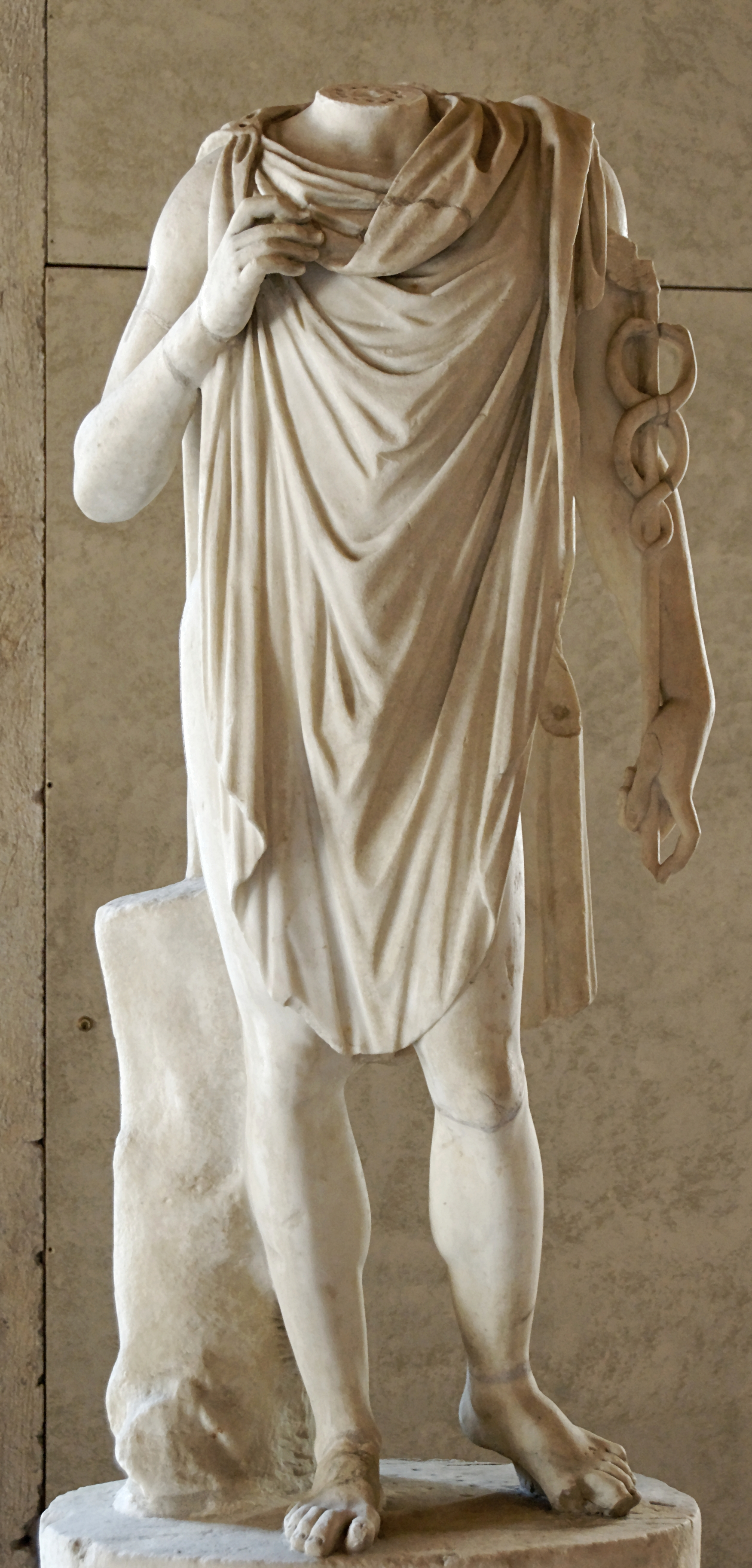
クラミュス（英語版）を羽織った男性
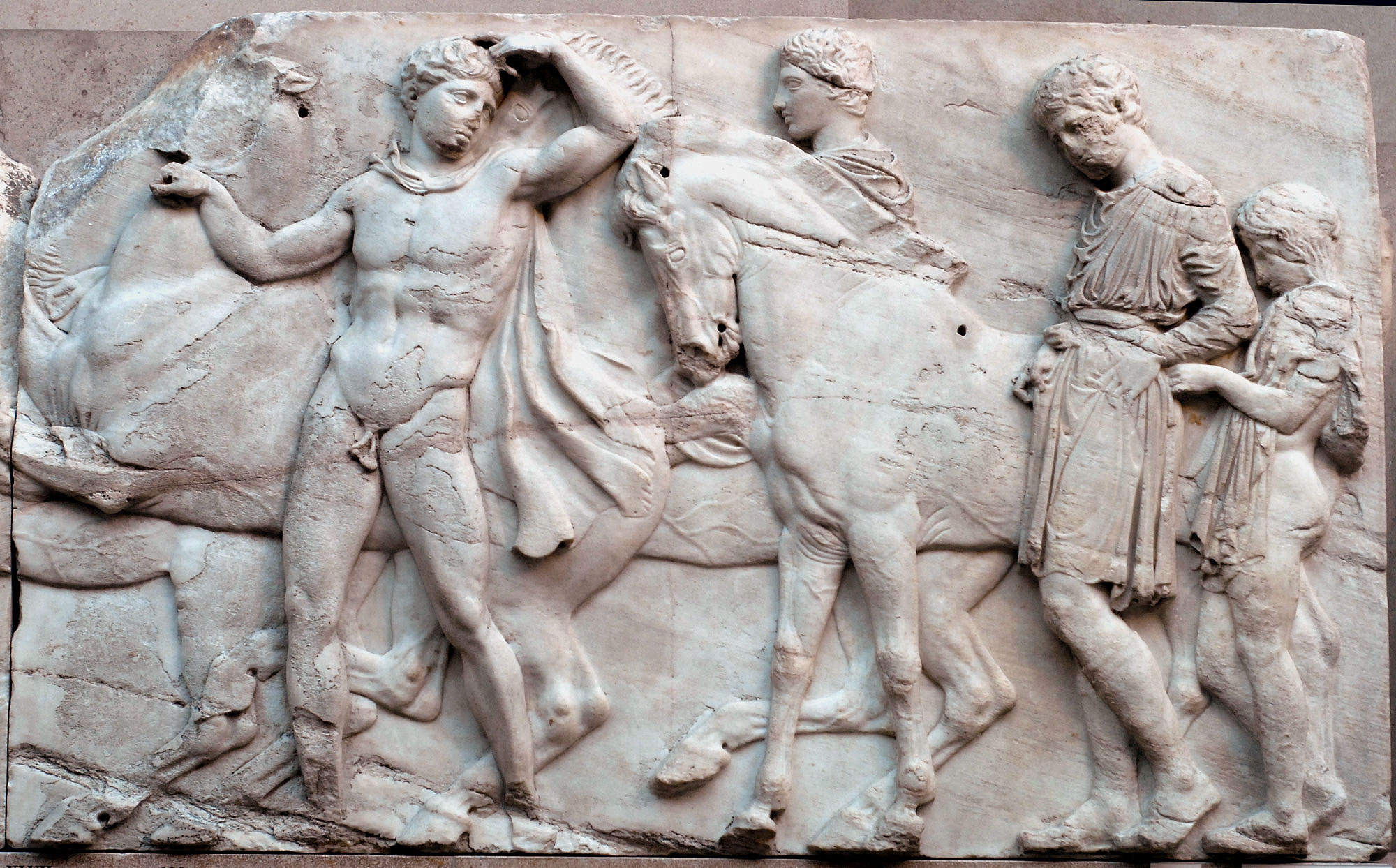
パルテノン神殿のフリーズ（Parthenon Frieze）より。

## 特徴
- ペニス

古代の価値観で、小さいほうが良いとされた。
歴史学者ケネス・J・ドーヴァーは、ペニスが大きいと、愚かさ、色欲、醜さを連想するため控えめとなっているとしている。
- Meniskos（英語版） - 古代ギリシアの彫刻は野外に展示されていたことから、鳥の糞をよけるために頭に円盤型の器具を取り付けていた。
- Severe style（英語版）